# Sepulkralkultur in der DDR

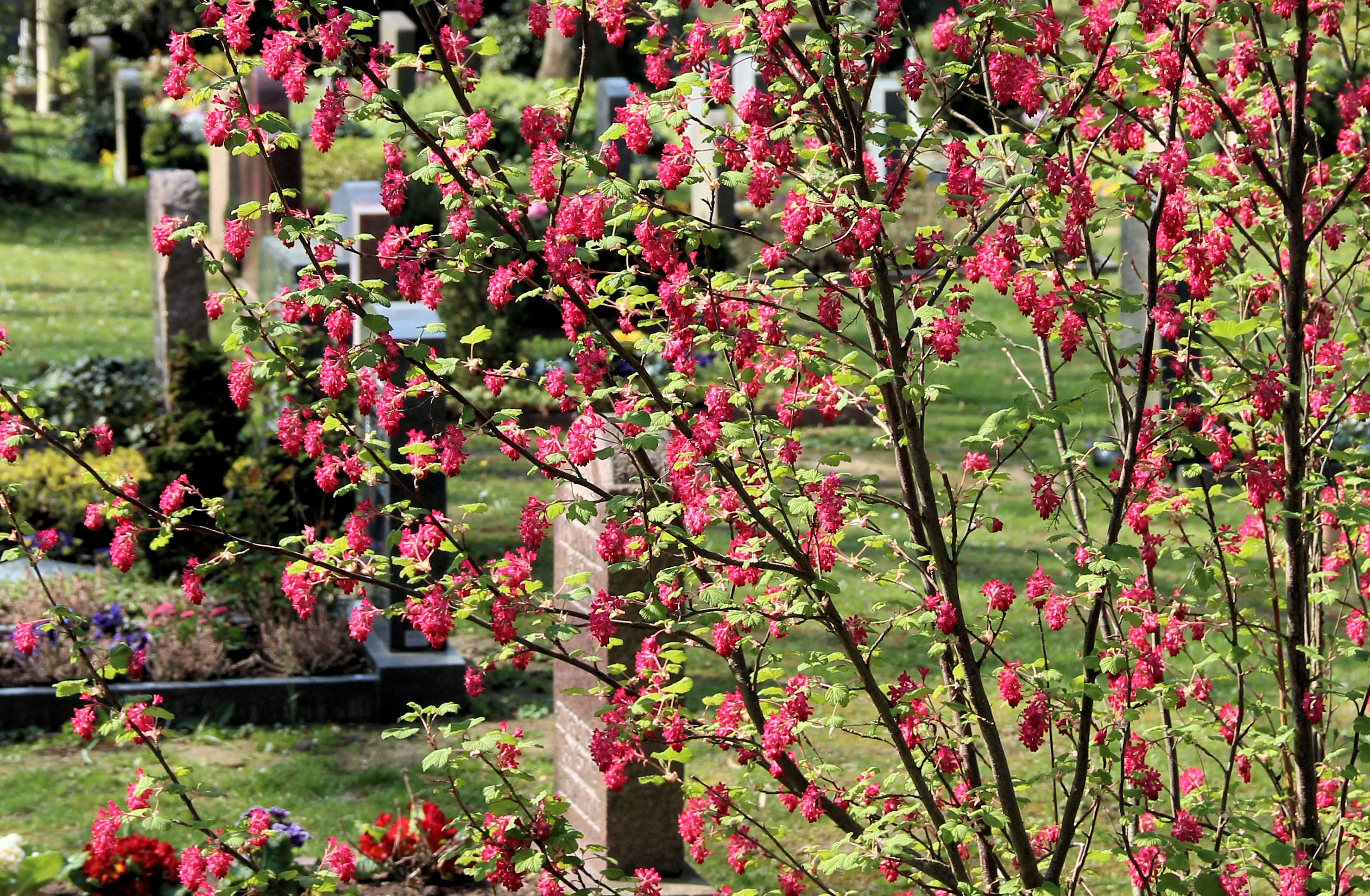
Grabanlage auf einem Friedhof

Die Sepulkralkultur der DDR wies ab Beginn der 1960er Jahre Unterschiede zur Sepulkralkultur in Westdeutschland auf, insbesondere was den Anteil an Feuerbestattungen betraf. Diese heute oft verbreitete Erkenntnis bleibt allerdings unbelegt, denn schon in Statistiken von 1932 und danach ist eine derartige Entwicklung auf dem späteren Gebiet der DDR nachvollziehbar. Nach dem Zweiten Weltkrieg gab es in Deutschland wegen der schon vor dem Krieg überall einsetzenden allgemeinen Anerkennung und Verbreitung der Feuerbestattung immer mehr Krematorien. Diese Bestattungsart entwickelte sich allerdings sehr unterschiedlich. So gab es bereits 1936 auf dem späteren Gebiet der DDR schon insgesamt 50 Krematorien. Dazu gehörte auch das damals größte Krematorium in Europa in Berlin-Baumschulenweg, welches 1913 erbaut wurde, sowie das allererste Krematorium Deutschlands, das man im Jahre 1878 in Gotha errichtet hatte.
Die bereits 1949 in der DDR vorhandenen Feuerbestattungsanlagen sind daher als Ergebnis eines sehr langen Prozesses um die Akzeptanz der Feuerbestattung in den besagten Regionen anzusehen. Man kann sie somit nicht zeitgleich als Ergebnis einer bewusst gesteuerten Förderung der Feuerbestattung bzw. Ablehnung der meist kirchlichen Erdbestattung durch politische Interessen der Staatsorgane der DDR ansehen. Man war zwar bestrebt, dass sich jeder nach seinem Tod verbrennen lässt und plante dafür das bereits dichte Netz der vorhandenen Krematorien weiter auszubauen. Dazu kam es jedoch nicht. In der Zeit von 1949 bis zum Ende der DDR wurden nur zwei Krematoriums-Neubauten (1968 Schmalkalden und 1974 Erfurt) realisiert.

## Rückgriffe auf bestehende Strömungen
Die Friedhofspolitik in der DDR konnte auf bereits seit Anfang des 20. Jahrhunderts bestehende Strömungen in der Sepulkralkultur zurückgreifen, die unter anderem auf die Ablehnung der Kirchen auf die Feuerbestattung gründeten. Die Friedhofsreformbewegung hatte sich bereits im Kaiserreich entwickelt und strebte eine Friedhofsästhetik an, die von Ordnung und Homogenität geprägt war. Die ersten Urnengemeinschaftsanlagen entstanden in der Weimarer Republik. Das Gros der Friedhöfe und fast alle Krematorien waren bereits vor dem Zweiten Weltkrieg angelegt worden. Die meisten Krematorien waren noch Vorkriegsanlagen und wurden weitergenutzt. In der DDR arbeiteten 1989 insgesamt 50 Krematorien, weitere waren in der Planung.
Viele Friedhöfe waren am Anfang der DDR das Eigentum der christlichen Kirchen, die Begleitung der Trauerfeier erfolgte meist durch die Pfarrer. Die Grabsteine zeigten dabei noch überwiegend christliche Symbole, insbesondere in Form von Grabkreuzen. Die Kirchen waren für den Staat zwar oft ein ideologischer Gegner, doch waren gleichzeitig in der DDR-Kirchenpolitik auch immer wieder harmonisierende Tendenzen vorhanden.
Die bestehende Friedhofskultur stand oft im Konflikt mit dem staatlich angestrebten Ideal der Gleichheit: Die bestehenden Grabdenkmäler waren noch sehr unterschiedlich und aufwändig gestaltet. Sie reichten vom einfachen Reihengrab bis hin zum repräsentativen Mausoleum. Der Aufwand, welcher einst bei den Grabdenkmälern betrieben wurde, spiegelte auch immer wieder den sozialen Status und vor allem das Vermögen einiger Verstorbenen wider. Repräsentative Grabanlagen zeigten oft sehr deutlich die Unterschiede der einst bestandenen Klassengegensätze um die Jahrhundertwende im Kaiserreich und später. Zudem unterlagen sie dem damaligen künstlerischen Zeitgeschmack. Man plante daher in der DDR am Anfang der 1960er Jahre mit Hilfe neuer Gestaltungsgrundsätze auf kommunalen Friedhöfen, kirchliche Friedhöfe sollten davon ausgeschlossen sein, Grabanlagen zu schaffen, die entsprechend dem Ziel einer klassenlosen Gesellschaft keinen Rückschluss auf Status und Vermögen der Verstorbenen mehr erlaubten.

## Instrumente und Methoden

### Dresdner Institut für Kommunalwirtschaft
Das Dresdner Institut für Kommunalwirtschaft (IfK) wurde im April 1960 in Dresden gegründet. Das Institut veröffentlichte u. a. eine Anzahl von Publikationen über Bestattungskultur, Feuerbestattung, Pflanzen und Grabmalgestaltung, jedoch auch über die örtliche Versorgungswirtschaft sowie der Praxis von Müllverwertung, Stadtwirtschaft, Dienstleistungen und Reparaturen. In einigen Publikationen wurden dazu auch Gedanken und Überlegungen für eine zukünftige Grabmalgestaltung vorgestellt. Die Gestaltung von zukünftigen Urnengemeinschaftsanlagen oder ein würdiges zeitgemäßes Gedenken von verdienten Persönlichkeiten in Ehrenhainen waren ebenfalls Themen denen man sich in kleinen Broschüren widmete.

### Feuerbestattung
Es bestand in der DDR nie ein formeller Zwang zur Feuerbestattung. Allerdings wurde diese Form vielfältig beworben. Seit 1963 verfügten die Friedhofsverwaltungen über einen Vortrag „Feuerbestattung heute“, um für die Feuerbestattung zu werben. Im Jahr 1993 betrug die Einäscherungsquote auf dem Gebiet der ehemaligen DDR 54,7 %. Das war doppelt so hoch wie in den alten Bundesländern. Nur in einzelnen Orten, wie Gera, Gotha und Zwickau, betrugen die Anteile über 90 %.
Die verbreitete Annahme, dass die staatlichen Organe der DDR oder gar die SED intensiv für eine Feuerbestattung geworben haben soll, um die Kirche zu behindern und zu verdrängen, ist nicht erkennbar. Der Großteil der Bevölkerung in der DDR gehörte gar keiner Religionsgemeinschaft an. Die überwiegende Mehrheit der Christen gehörte dabei einer evangelischen Kirche an. So waren 1989 etwa 5,1 Millionen Menschen Mitglied einer zum Bund der Evangelischen Kirchen in der DDR (BEK) gehörenden Kirche. Die Katholische Kirche zählte 1.090.300 Mitglieder, dazu kamen noch 236.700 Gläubige, die in weiteren Kirchen und Religionsgemeinschaften der DDR Mitglied waren. In der DDR lebten 1989 insgesamt 16.434.000 Menschen. Davon waren 6.431.000 religiös gebunden. Das bedeutet, dass im Jahre 1989 in der DDR insgesamt 39,1 % der Bevölkerung religiös gebunden war.
Katholiken ist die Feuerbestattung erst seit 5. Juli 1963 gestattet.
Die evangelischen Kirchen standen gegen Ende des 19. und am Anfang des 20. Jahrhunderts der Feuerbestattung ebenfalls überwiegend ablehnend gegenüber, danach setzte sich eine tolerierende (wenn auch nicht fördernde) Haltung durch. Demzufolge war für Gläubige der evangelischen Kirchen in der DDR und ab 1963 auch für die katholischen Gläubigen die Feuerbestattung eine Alternative zur Erdbestattung, die man auch nutzte. Kirchliche Bestattungen, die durch einen Priester, Diakon oder Pfarrer geleitet wurden, waren auch in der DDR bis 1990 keine Seltenheit. In den Krematorien und den Aussegnungshallen waren für die Pfarrer der Kirchen separate Räumlichkeiten eingerichtet, damit sie sich dort auf die kirchliche Bestattung vorbereiten konnten. Die Krematorien, so zum Beispiel auch das Krematorium Meißen, nebst den dazugehörigen Feierhallen waren, ähnlich einer Simultankirche, geweihte Orte. Von einer Behinderung oder gar Verdrängung der Kirchen durch die Feuerbestattung kann keine Rede sein. Außerdem nahm fraglos die Zahl der Einäscherungen und anonymen Bestattungen von 1949 bis 1990 auch in Westdeutschland und anderen Staaten sukzessive zu.

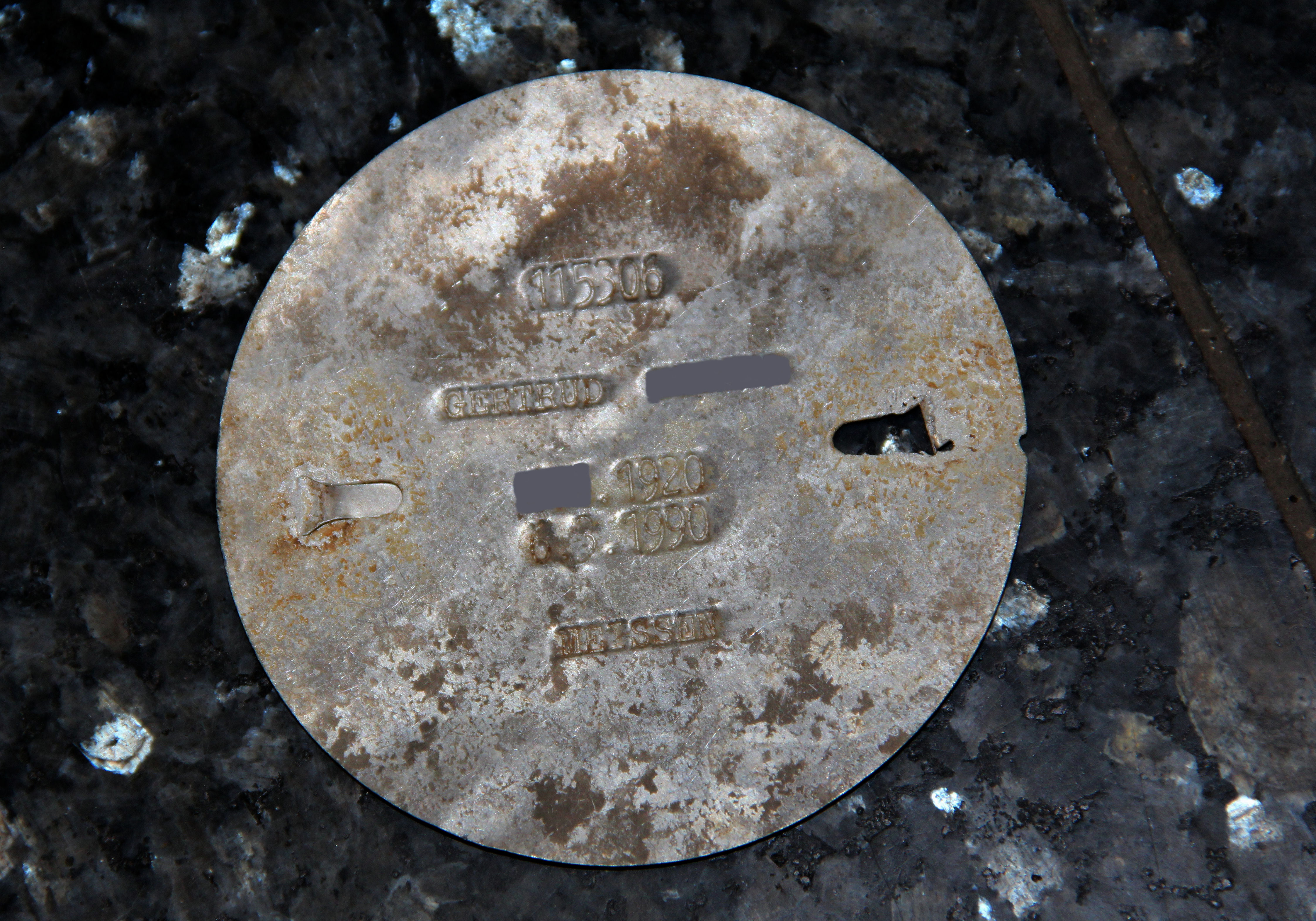
Deckelverschluss einer Aschekapsel der DDR
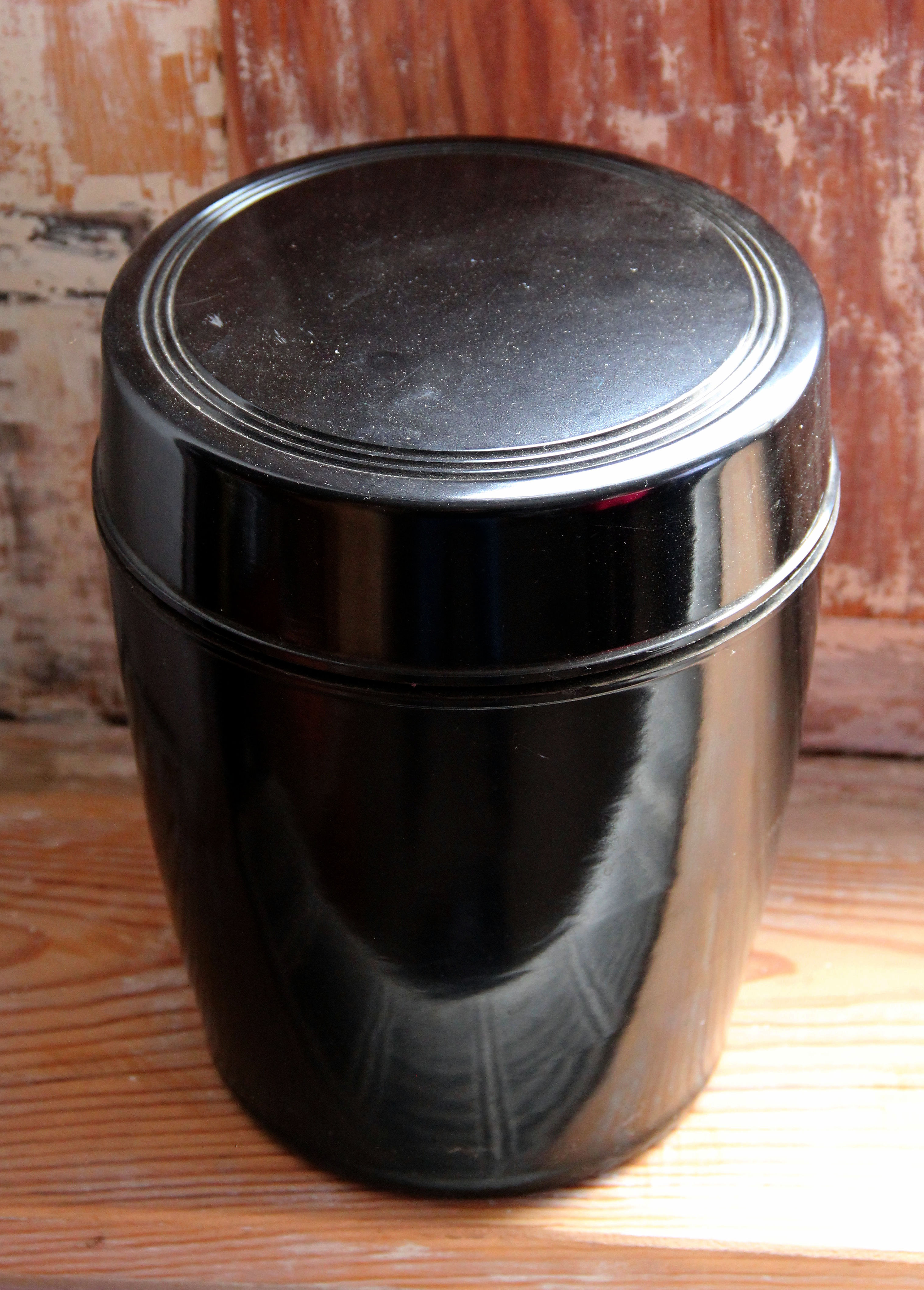
Überurne der DDR Modell 1 aus Plastik
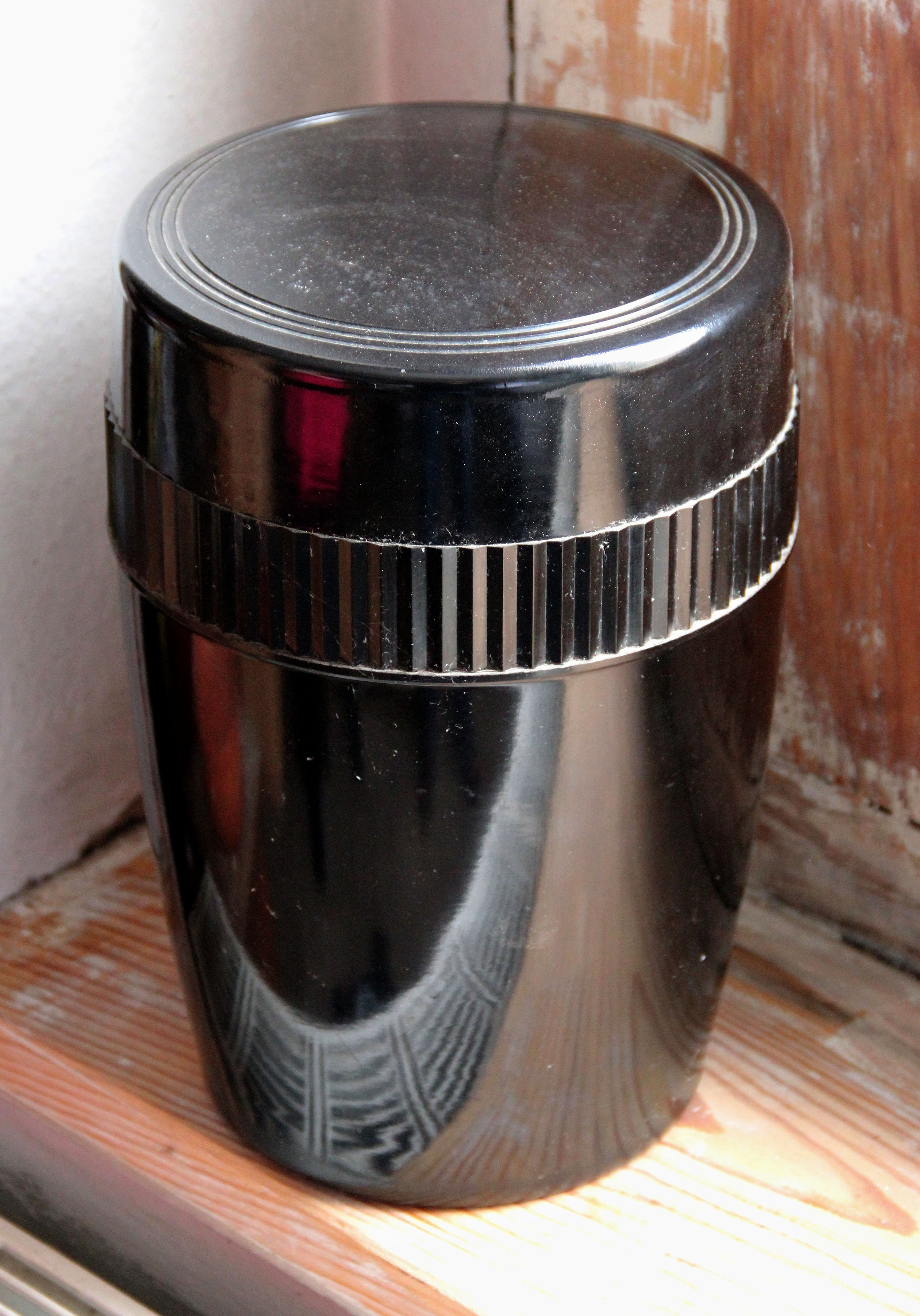
Überurne der DDR Modell 2 aus Plastik
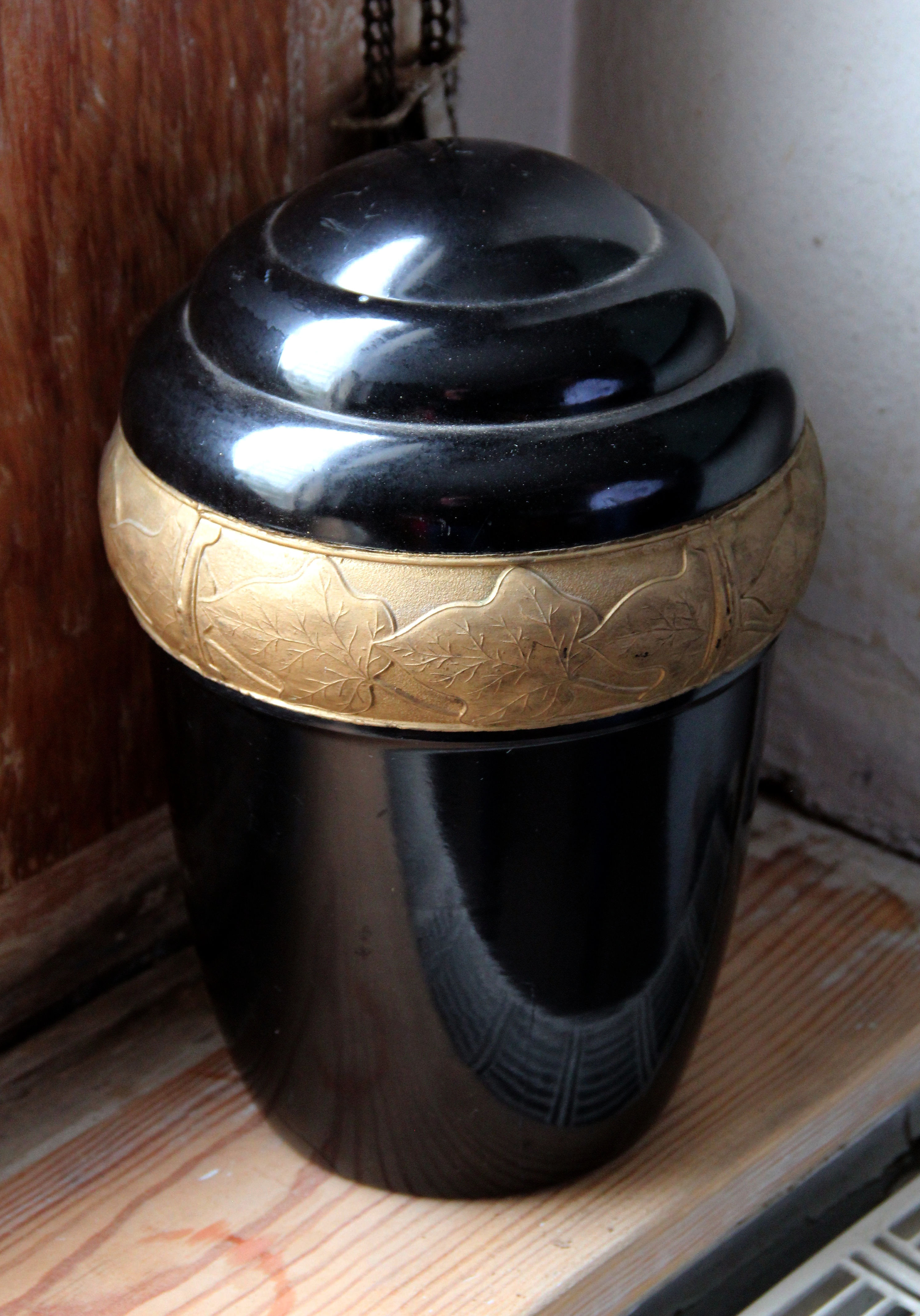
Überurne der DDR Modell 3 aus Plastik
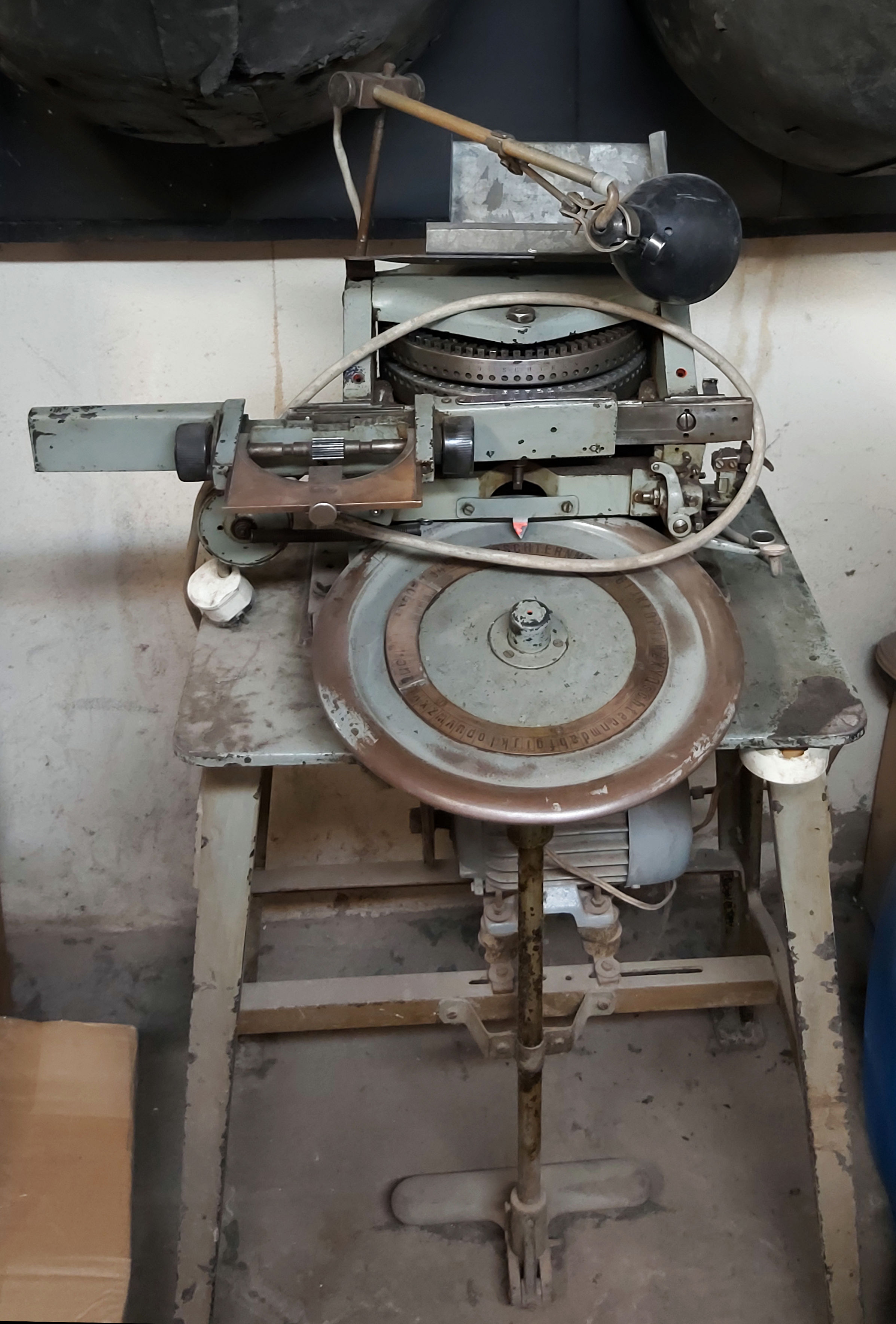
DDR Prägemaschine zum Beschriften der Deckel für die Aschekapsel

#### Aschekapsel und Überurnen (Schmuckurnen)
Die Asche des Verstorbenen kam nach der Kremierung mit einem Nummernstein in den Standard-Urnenbehälter (Aschekapsel) der mit einem Metalldeckel verschlossen wurde. Auf dem Metalldeckel wurden mithilfe einer speziellen Prägemaschine die Daten der verstorbenen Person und vom Nummernstein eingeprägt. Diese Nummer war auch im Einäscherungsjournal eingetragen und jederzeit nachvollziehbar. Neben der Einäscherungsnummer war noch der vollständige Name sowie die Geburts- und Sterbedaten und der Ort der Kremierung eingeprägt.
Dazu gab es noch Überurnen aus Plastik, welche heute auch als Schmuckurnen bezeichnet werden. In diese Überurne, die meist von den Hinterbliebenen beim Bestattungsunternehmen ausgesucht werden konnten, kam der amtlich verschlossene und mit den Daten versehene Standard–Urnenbehälter hinein. Bekannt sind drei unterschiedliche Überurnen-Modelle die noch bis 1990 hergestellt wurden. Alle drei Modelle hatten einen Schraubdeckel.

### Reglementierung und Normierung der Grabmalgestaltung
Ideen zur Umgestaltung, Reglementierung sowie Normierung der Grabgestaltung bei der Anlage von neuen Grabfeldern hat es besonders in den 1960er Jahren gegeben. Alles bezog sich dabei vorwiegend auf tatsächlich geplante Neuanlagen für eine zukünftige Friedhofskultur. Alte Grabdenkmäler, bereits bestehende Grabfelder oder kirchliche Friedhöfe sollten davon nicht betroffen sein. Diesen Plänen zur Umgestaltung musste und das bekräftigte man immer wieder, auch eine uneingeschränkte Akzeptanz der Bürger, der Verwaltung und der Gewerbetreibenden zu Grunde liegen. Man stellte sich damals auch immer wieder die Frage, ob den bestimmte Gestaltungsgrundsätze zu einer nicht gewollten Uniformierung führen könnten. Zitate:
Es soll nicht so sein, dass es nur noch wenige Formen und Materialien sowie Bearbeitungen für Grabzeichen gibt, die sich dann ununterbrochen wiederholen. Das wäre quälende Eintönigkeit und eine Nivellierung, die den berechtigten Wünschen der Leidtragenden auf eine individuelle Behandlung ihres Verstorbenen entgegenstehen würden. Die persönlichen Beziehungen sollen durchaus erhalten bleiben.
Innerhalb der Kernmaße und Grundformen der Grabmale und deren Varianten gibt es durch verschiedene Stellung, Lichtwirkung, Oberflächenbehandlung, Schriftbilder und Materialarten so viele Gestaltungsmöglichkeiten, dass die individuelle Behandlung jedes einzelnen Falles immer gewährleistet ist.
Zudem setzte man für das „erste Sichtbarwerden“ der geplanten Umgestaltung einen Zeitraum von mindestens 20 bis 30 Jahren an. Alle damaligen Ideen und Vorschläge wurden jedoch bis zur Deutschen Einheit im Jahre 1990 überhaupt nicht oder nur als wenige Musterbeispiele an verschiedenen Orten umgesetzt.
1964 wurde in Halle (Saale) auf dem Nordfriedhof eine Musteranlage errichtet, Prinzip waren kleinstmögliche Gräber, mit einheitlichen Grabmalen (eine Gliederung ergab sich durch die Verwendung roter und grauer Grabsteine) mit einheitlicher Pflege durch die Friedhofsverwaltung. Diese Musteranlage steht seit 1991 unter Denkmalschutz.
Auf dem Hauptfriedhof Erfurt, der als Modell und Vorbild gelten sollte, schuf der Kunstschmied und Metallgestalter Günther Reichert aus Friedrichroda (* 1935) eine Reihe von Grabzeichen aus Metall, die auf christliche Symbolik verzichteten dafür jedoch andere Symbole vorstellten. Bereits zur Internationalen Gartenbauausstellung (IGA) in Erfurt 1961 war auf dem Hauptfriedhof Erfurt ein Mustergrabfeld angelegt worden. Zentrum dieser Anlage war die Skulptur Mutter Erde des Bildhauers Kurt Lehman nach Entwurf von Fritz Cremer. Es blieben allerdings Musterbeispiele die eventuell die Grabkunst der DDR beeinflusst haben könnten. Staatlich gefordert und republikweit umgesetzt wurden sie jedoch nicht.
Trotzdem kam es ab dem Jahre 1961 tatsächlich zu umfangreichen Eingriffen in die bestehende Gäbergestaltung im Zuge des Mauerbaus in Ostberlin. Dabei kam es auch zu Demontagen von Grabdenkmälern. Als Beispiel für derartige Eingriffe in die Sepulkralkultur soll hier der Invalidenfriedhof in Ostberlin genannt werden.
Bereits vor dem Mauerbau 1961 hatte man 1950 zum Beispiel verfügt den Invalidenfriedhof an der Scharnhorststraße zu schließen, um abgelaufene bzw. ungepflegte Grabstellen abzuräumen. Der Mauerbau am 13. August 1961 brachte weitere Eingriffe in die Friedhofsanlagen mit sich. Drei westlich gelegene Begräbnisfelder E, F und G, lagen somit unmittelbar an der Mauer. Die Felder H, C und B lagen im neu gebildeten Grenzgebiet. Sämtliche Grabdenkmäler die „sichtbehindernd“ waren, wurden flachgelegt oder demontiert. Dabei wurden auch Grabdenkmäler vollständig beseitigt und die Ruhestätten eingeebnet. Gleiches passierte auch auf weiteren Ostberliner Friedhöfen, welche sich in der Nähe der Berliner Mauer befanden.

#### Musterfriedhofsordnung
Eine Musterfriedhofsordnung wurde bereits am 9. März 1937 für das Deutsche Reich erlassen. Die Friedhofsordnung sollte als Richtlinie und Empfehlung für Friedhöfe gelten. Nach dem Zweiten Weltkrieg behielt die Musterfriedhofsordnung zunächst überall ihre Gültigkeit. Kaum verändert wurde sie später in die nun neu erlassenen Friedhofsordnungen übernommen. Sie fand damit auch Eingang in Mustersatzungen kommunaler Spitzenverbände, wie den Deutschen Städtetag. Grundsätzliche Vorgaben blieben bestehen wie die allseitige und gleichmäßige handwerkliche Bearbeitung des Steins. Eine Politur der Oberfläche war nicht erlaubt, die ausschließliche Verwendung von Naturstein, Holz und Schmiedeeisen war vorgegeben. Die Genehmigungspflicht zum Aufstellen des Grabmals blieb auch in Westdeutschland weiter erhalten.
Die Musterfriedhofsordnung von 1937 galt somit auch in der im Oktober 1949 gegründeten DDR weiter und wurde dort nochmals am 3. Mai 1957 vom Staatssekretariat für Kirchenfragen bestätigt.
Allerdings gab es für Groß-Berlin schon einen provisorischen Arbeitskreis für Friedhofsgestaltung, der vom Gartenarchitekten Reinhold Lingner geführt wurde. Der Arbeitskreis hatte dort auf Grundlage der alten Musterfriedhofsordnung von 1937 bereits 1950 eigene Regelungen getroffen, welche der Magistrat von Groß-Berlin beschlossen hatte. Die DDR begrüßte damals die in Groß-Berlin schon funktionierende Neufassung. Man war sich darüber einig, dass auf dem Gebiet der DDR ebenfalls eine Überarbeitung der Friedhofsordnung notwendig ist, um sie nun den inzwischen veränderten gesellschaftlichen Formen anzupassen.
Für die Friedhöfe in der DDR gründete sich 1957 ebenfalls ein provisorischer Arbeitskreis für Friedhofsgestaltung. Tätig waren dort u. a. der Bildhauer Alfred Späte, der damalige Kirchenbaurat Dietrich Wohlfahrt und der Bildhauer Paul Wenk. Sie verfassten zum Thema gemeinsam erste Gedanken und riefen dabei besonders die Christen auf, bei der Gestaltung der Friedhöfe mitzuwirken. Die Arbeit an der Gestaltung der Friedhöfe sollte demnach auch ein wesentlicher Bestandteil der Erneuerung deutscher Kultur sein. Eine komplette Neufassung der bisher gültigen Musterfriedhofsordnung von 1937 war jedoch noch nicht im Gespräch. Man war überzeugt davon, dass die alte Musterfriedhofsordnung noch immer genug Möglichkeiten gibt, die Vorschriften über Gestaltung und Einfriedung von Friedhöfen, Anlagen von Gräbern und Grabmalen und über Betreuung und Ordnung einheitlich anzuwenden. Das Anliegen des provisorischen Arbeitskreises war es zunächst, immer mehr Mitarbeiter für diese Aufgabe zu gewinnen. Man stellte fest, dass weder ein flächenhaft geometrisches Massenquartier, noch eine Raumgestaltung ohne Ziel, ohne sinnvolle Blickführung, einen wohlgestalteten Friedhof hervorbringen kann.
Weiterhin hielt man fest, dass ein Grabmal in Form und Werkstoff künstlerisch gut gestaltet sein muss, damit es sich auch in das Gesamtbild vom Friedhof einordnen kann. Alles sollte seinen Wert und seine Wirkung durch Güte und werksgerechte Bearbeitung vom Werkstoff und durch schöne Form sowie Verwendung guter Schrift- und Schmuckformen erhalten. Beim Grabmal sollten zukünftig alle Seiten, vor allem aber auch die Rückseiten in die künstlerische Gestaltung einbezogen werden. Der Verwendung von tiefschwarzen Werkstoffen in spiegelnd polierter Bearbeitung oder auch Grabsteine in grellweißen Farben erteilte man jedoch eine Absage. Eine Musterfriedhofsordnung, die allerdings nur für die kommunalen Friedhöfe der DDR als Empfehlung und Beispiel galt, erschien am 1. April 1967. Eine weitere Musterfriedhofsordnung erschien später nicht mehr.
Heute wird eine Musterfriedhofsordnung, besonders dann, wenn sie aus der DDR stammt, meist negativ besetzt. Man vergleicht derartige Ordnungen in der Regel stets pauschal mit Anweisung, Forderung, Reglementierung und Vorschreiben, jedoch weniger mit Brauch, Weisung und Regelungsbedarf. In aktuellen Publikationen zur Sepulkralkultur in der DDR werden wichtige Aspekte wie die Wahrung der Friedhofswürde oder auch normale Veränderungen in der Friedhofskunst meistens nur einseitig betrachtet. Die notwendige Durchsetzung gestalterischer und ästhetischer Ideale wird dabei kaum noch als Wille zum notwendigen Neubeginn nach dem Zweiten Weltkrieg angesehen. Gebote und notwendige Reformen werden überwiegend zu Vorschriften und Verboten erklärt.

### Kommunalisierung der Friedhöfe
Die oft in den Medien skandierte Umwandlung der kirchlichen Friedhöfe in kommunale Einrichtungen ist zu keiner Zeit erkennbar bzw. belegt. Trotzdem wird in den verschiedensten Publikationen ohne Angabe von Belegen immer wieder darüber berichtet. Etwa 60 % aller Friedhöfe waren allerdings zum Ende der DDR noch immer in kirchlicher Hand. Sie standen damit nicht direkt unter staatlicher Kontrolle.

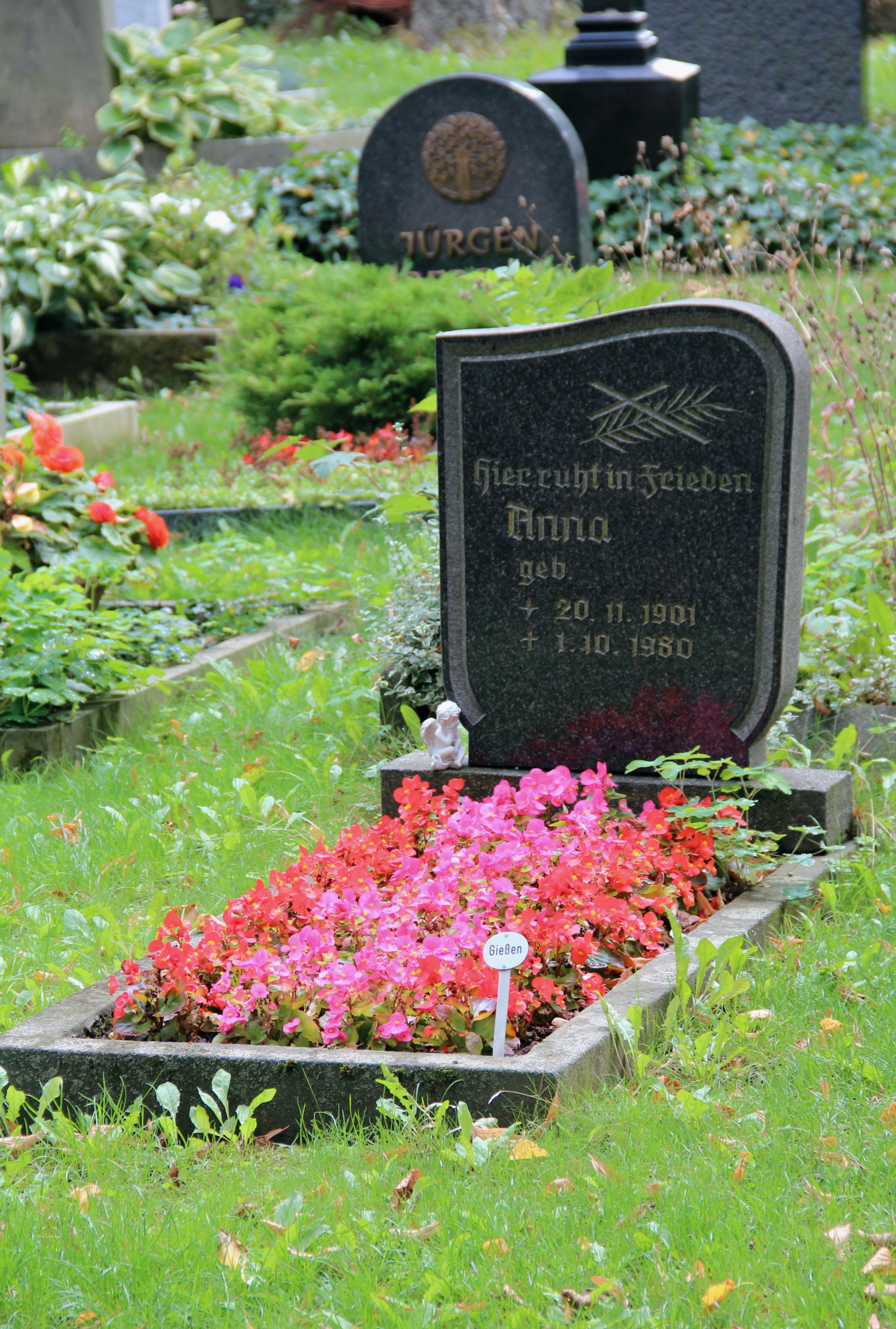
Grabgestaltung in der DDR, Einzelgrab
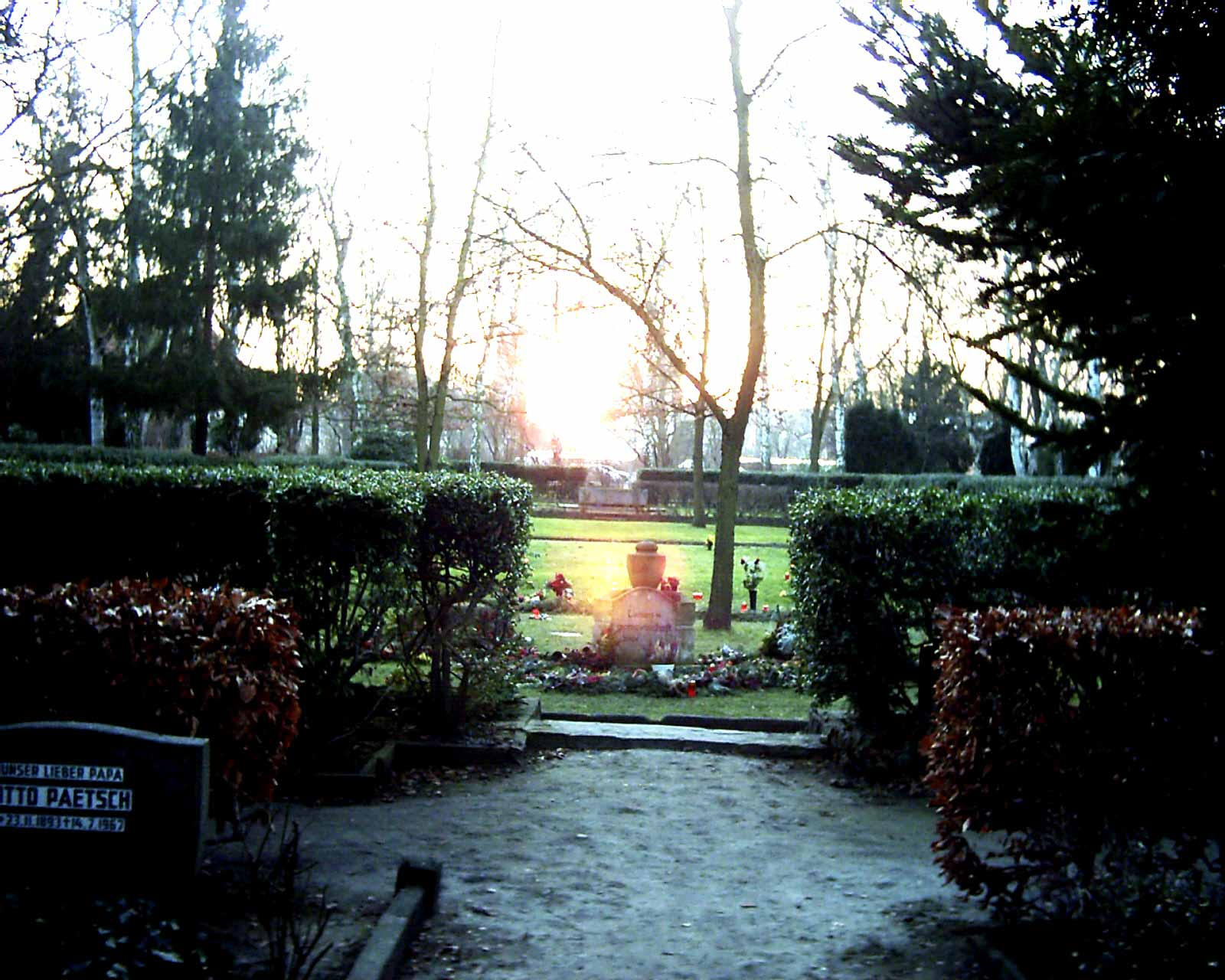
Urnengemeinschaftsanlage auf dem Friedhof Weißensee
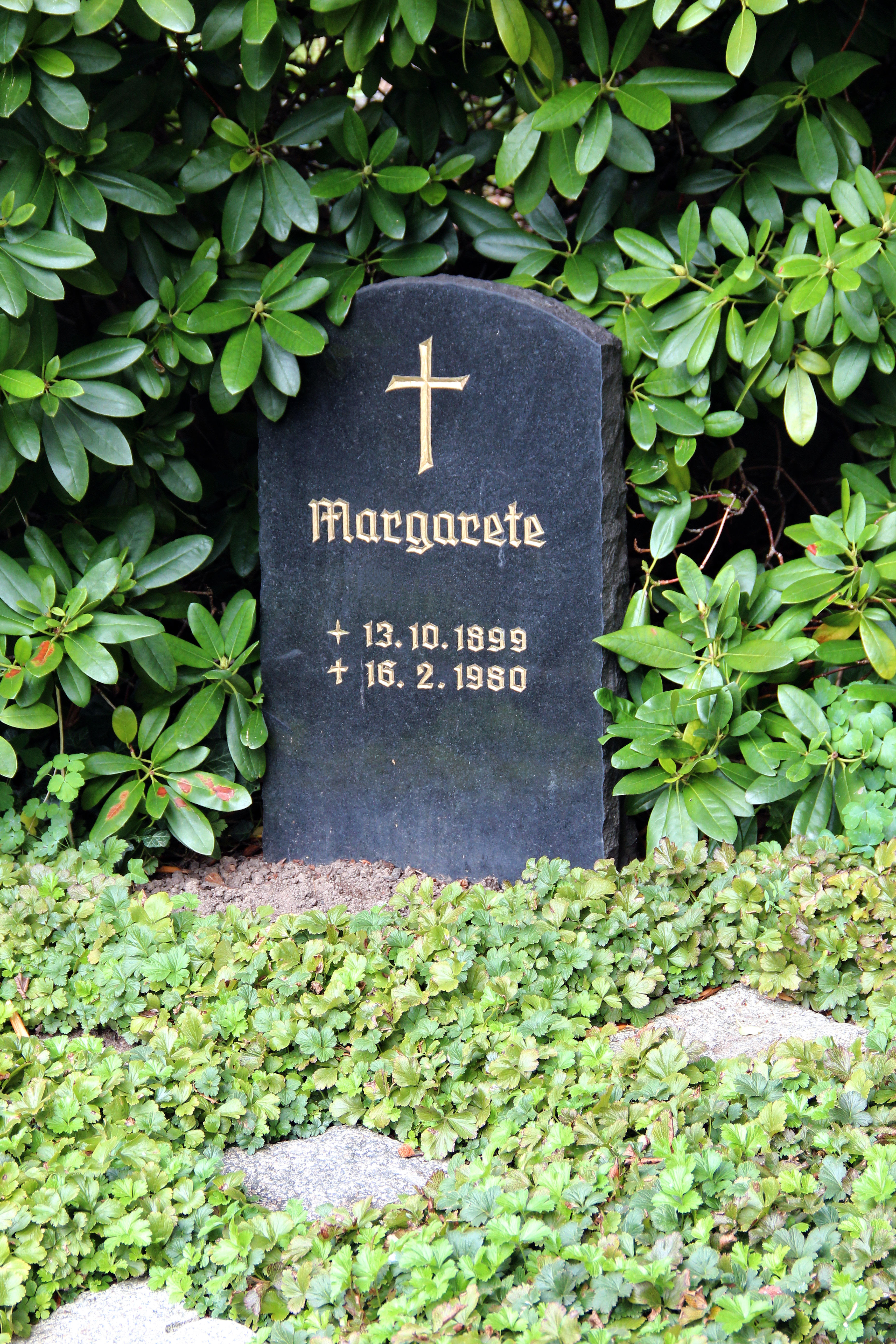
Grabsteingestaltung in der DDR mit Kreuz
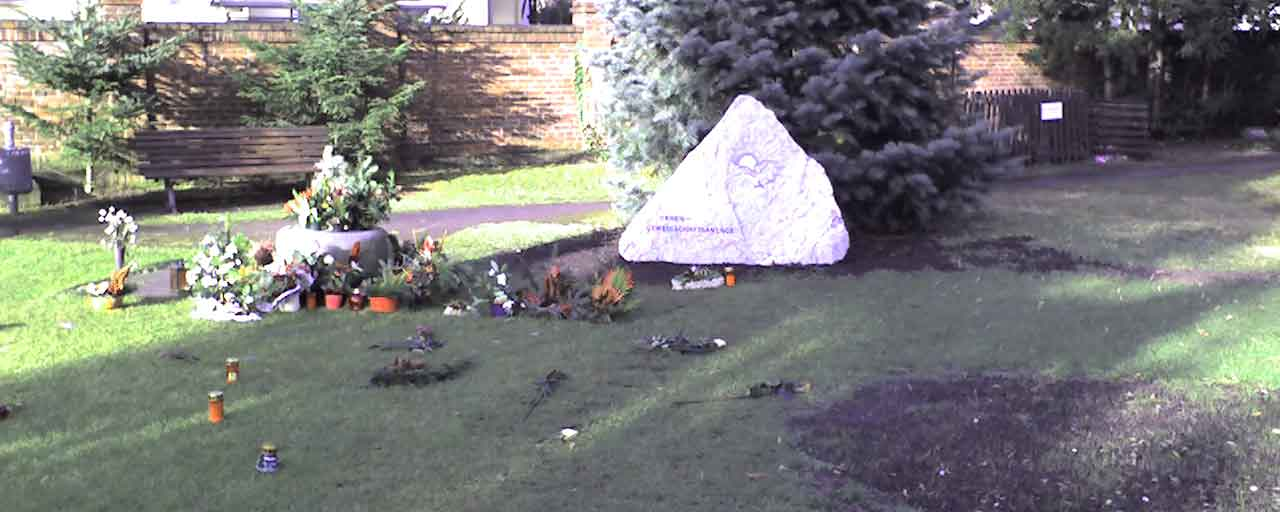
Urnengemeinschaftsanlage auf dem Friedhof Pankow IV
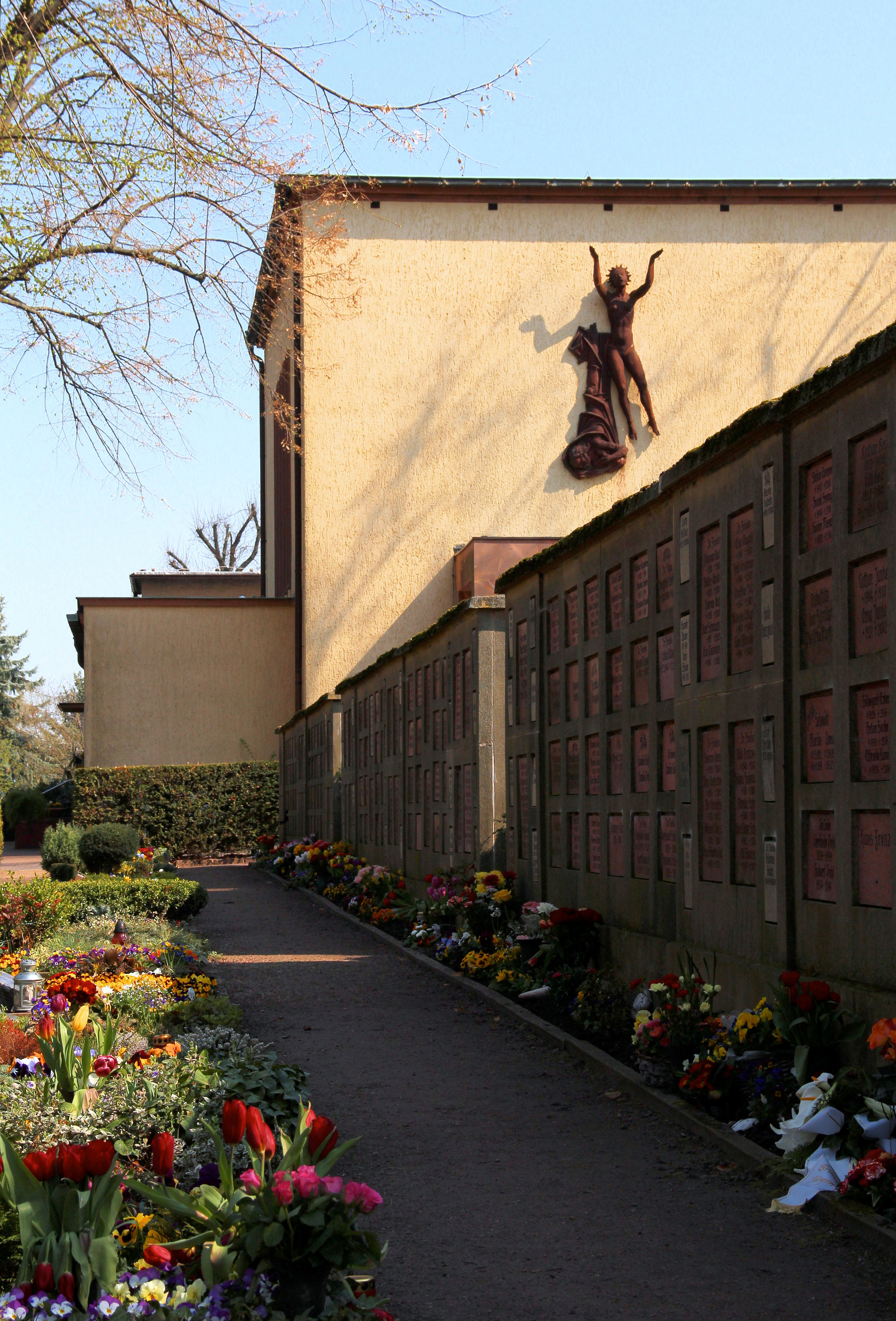
Eine Urnenmauer am Krematorium in Meißen
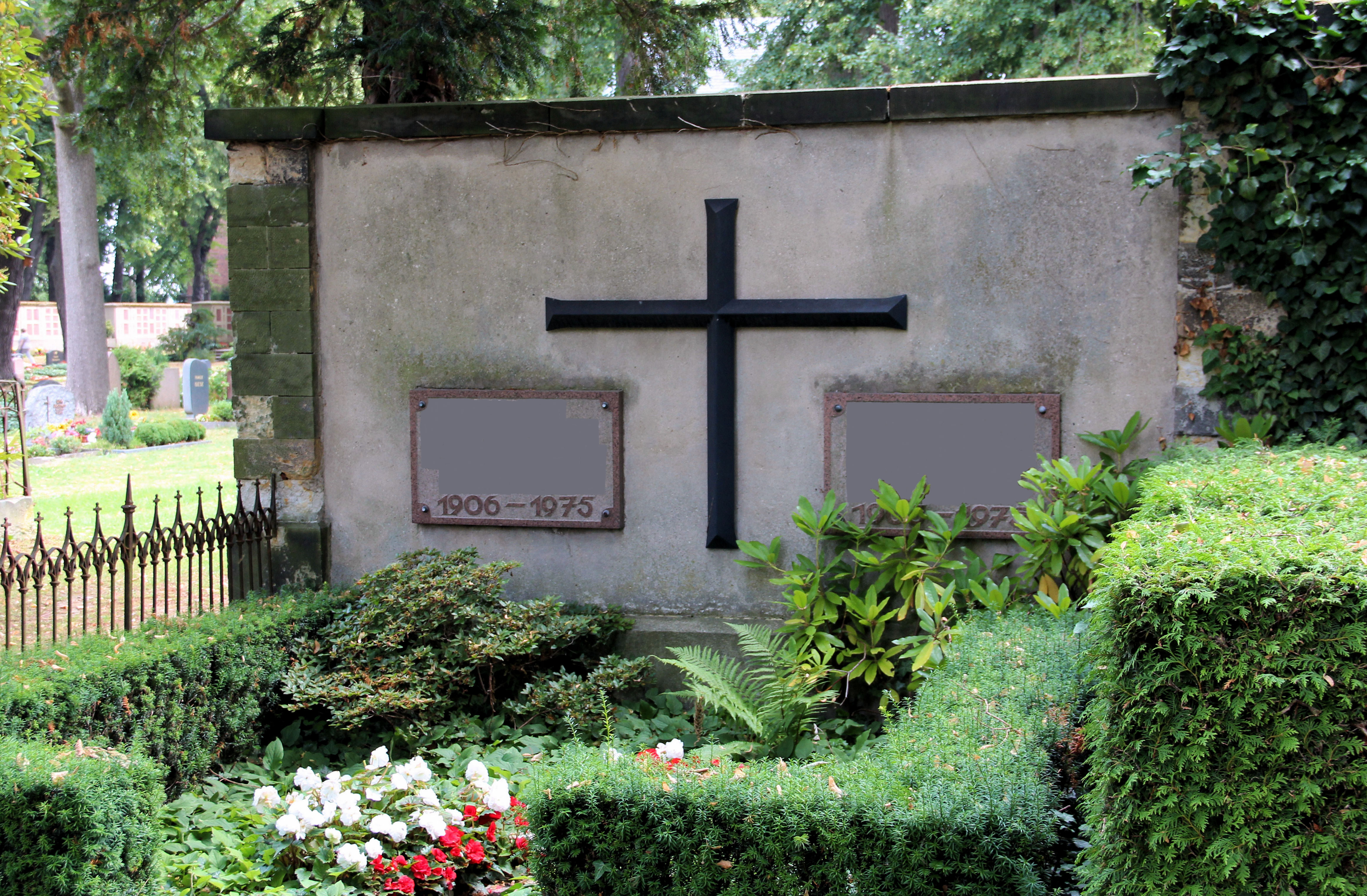
Familiengrabstätte aus der DDR mit Kreuz
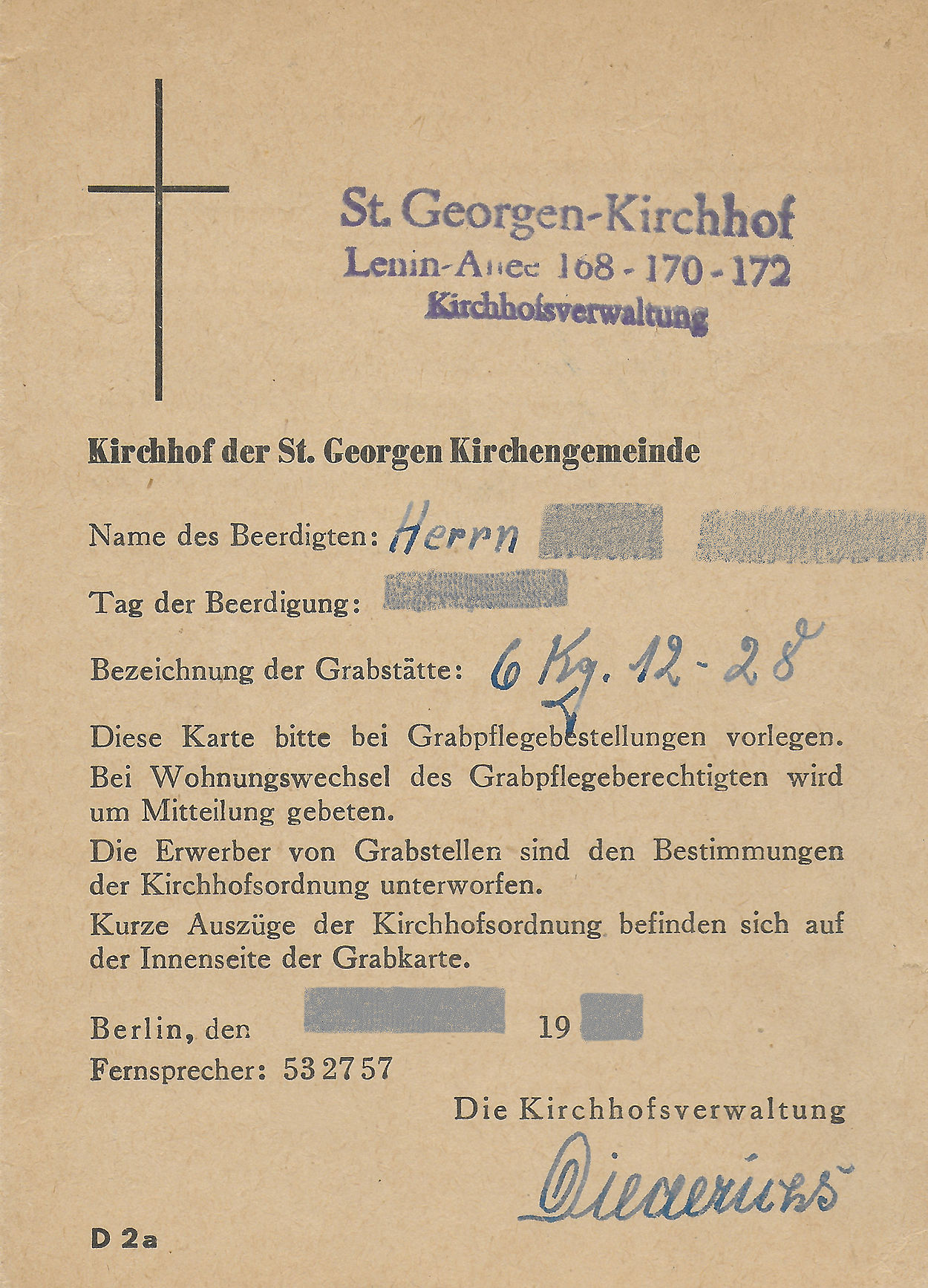
Grabkarte der DDR um 1972
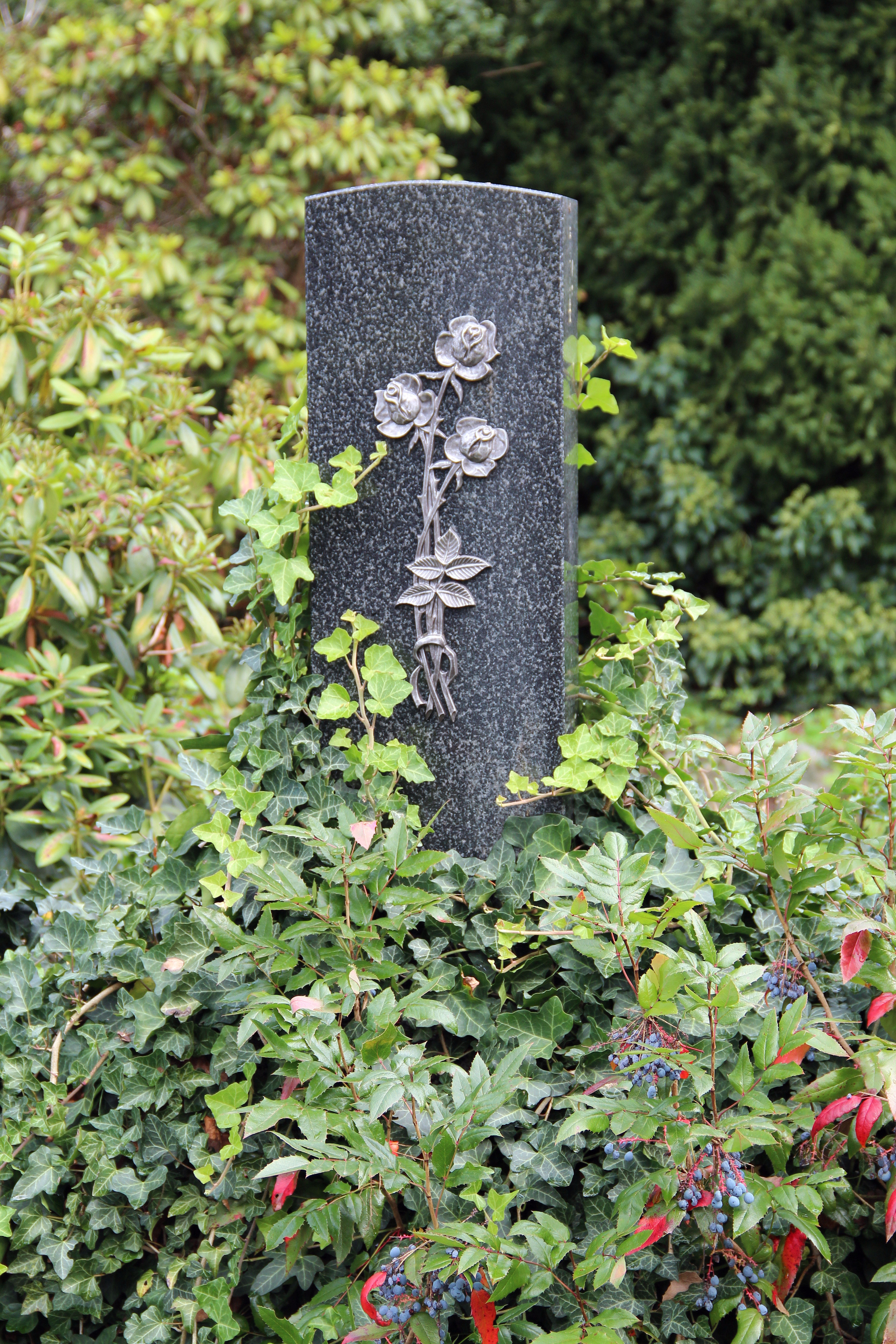
Anonyme Grabsteingestaltung in der DDR

## Bestattungen
Bestattungen erfolgten vor Beginn der DDR weitaus überwiegend in kirchlichem Rahmen. Das war jedoch meist auf Dörfern oder Kleinstädten der Fall. In größeren Städten entschied man sich dagegen immer mehr für eine Feuerbestattung. Ähnlich wie bei der Konfirmation, die durch die Jugendweihe abgelöst werden sollte und der standesamtlichen statt der kirchlichen Hochzeit gab es auch im Bereich der Trauerrituale das Bestreben, kirchliche Bestattungen durch säkulare Bestattungen abzulösen. Das auch durchzusetzen war allerdings kaum möglich, da z. B. die evangelischen Kirchen eine Feuerbestattung nicht ablehnten. In der DDR waren 1986 demnach 5.104.000 Menschen Mitglied einer zum Bund der Evangelischen Kirchen in der DDR (BEK) gehörenden Kirche. 1.090.300 Mitglieder zählte 1988 die Katholische Kirche. Dazu kamen noch 236.700 Menschen, die Mitglied in weiteren Kirchen und Religionsgemeinschaften waren.
Beispielsweise fand in diesem Fall zunächst eine Sargfeier in der Friedhofskapelle statt. Dabei wurde der Verstorbene nach Wunsch auch offen aufgebahrt und ein Pfarrer leitete die Feier. Stand keine Friedhofskapelle am Ort zur Verfügung, dann wurde dazu auch die Feierhalle, die zu jedem Krematorium gehört genutzt. Die Feierhallen der Krematorien waren dafür entsprechend ausgestattet. Nach der Feier hat man den Verstorbenen mit Sarg im Krematorium eingeäschert. Die Urnenbeisetzung im Urnengrab, Kolumbarium oder einer Urnenanlage war dann ca. eine Woche später und konnte ebenfalls mit einer Feier direkt am Beisetzungsort einhergehen. Die Urnenbeisetzung wurde dann wieder von einem evangelischen Pfarrer begleitet oder sie fand auf Wunsch im engsten Familienkreis statt.
Die Feuerbestattung ohne geistliche Begleitung war ebenfalls mit oder ohne eine vorherige Sargfeier mit Aufbahrung je nach Wunsch auszuwählen. Die Rolle der Pfarrer übernahmen hierbei die weltlichen Bestattungsredner, welche meist umgangssprachlich als Bestattungsredner oder Redner bezeichnet wurden. Diese bedurften der staatlichen Zulassung. Die Zulassungen wurden allerdings, wie auch in der Quellenangabe nachvollziehbar, auch durch kommunale Einrichtungen, wie zum Beispiel einem Magistrat oder dem Stadtgartenamt ausgestellt. Die Bestattungsredner arbeiteten auf Honorarbasis und das Gebiet, in dem sie ihre freiberufliche Arbeit ausführen konnten, war dabei genau festgelegt. Die Bestattungen wurden diesen entweder direkt durch die Hinterbliebenen oder zentral über das jeweilige städtische Bestattungs- und Friedhofsamt zugeteilt. Im Bezirk Frankfurt (Oder) stieg der Anteil der säkularen Bestattungen z. B. von 17,5 % im Jahr 1962 auf 41,8 % im Jahr 1980 und auf 52,5 % im Jahr 1988.
Vergleicht man damit Zahlen aus Westdeutschland dann ist allerdings ebenfalls eine steigende Tendenz erkennbar. Betrug die Zahl der Einäscherungen in den alten Bundesländern noch 1950 nur 7,5 %, so ist ihr Anteil 1991 auf 26,7 % angewachsen. Von den Städten in den alten Bundesländern lagen bei den Einäscherungen einschließlich der Einzugsgebiete im Jahre 1991 Flensburg (82,6 %) und Selb (81,3 %) an der Spitze. Die Entwicklung der Bestattungskultur in der DDR korrespondierte somit weitgehend mit der in der Bundesrepublik. Auch in Berlin stiegen demnach die Anteile von Feuerbestattungen vom Jahr 1965 bis zum Jahr 1990 im Westteil von Berlin von 45,1 % auf 65,1 % an. Die Zunahme der Feuerbestattungen nach dem Zweiten Weltkrieg stieg um rund 25 % auf rund 75 %.

### Heimbürge, Trauerfeier (Floristik), Urne (Plastik)
- Die Aufgabe der Heimbürgen war es, den Verstorbenen zu waschen und anzukleiden. Sie wurden von den engsten Angehörigen des Trauerhauses bestellt und bereiteten den Leichnam zur Aufbahrung vor. Um 1959 stellten einzelne Städte schrittweise eigene Heimbürgen für die kommunal betriebenen Krematorien ein. In der DDR waren bis 1990 Heimbürgen – für Bestattungsunternehmen, aber auch im Auftrag der Kirche – tätig. Mit dieser Tätigkeit waren sie aber meistens nur nebenberuflich beschäftigt.
- Aufbahrungshalle und Feierhalle wurden in einem Krematorium entsprechend und unter Berücksichtigung der örtlichen Möglichkeiten mit lebenden Pflanzen gestaltet. Im Krematorium Meißen wurden dabei zum Beispiel beide Hallen mit Bäumen geschmückt. Zwischen den Leuchtern in der Feierhalle wurden Topfpflanzen aufgestellt. Die drei dort angebotenen unterschiedlichen Ausstattungen von Feiern (Grundgebühr, mittlere und beste Ausführung) unterschied sich durch die Menge der aufgestellten Leuchter (2; 4; 6) und die Menge der Blumen.
- Es gab drei verschiedene Überurnen (Schmuckunen) aus Plastik. Die Beisetzung der Plastik-Urne in der Erde stellte sich als Problem dar, weil die Plastik im Erdreich mit der Zeit spröde wurde. Die Urne platzte dabei oft im Erdreich und nach Ablauf der Liegezeit mussten die sich nicht zersetzenden Plastikteile mühevoll entfernt werden. Eine Versendung der Urne mit der Asche eines Verstorbenen an einen Friedhof oder Bestatter war per Post der DDR im entsprechenden Umkarton möglich.[34]

### Blumen, musikalische Begleitung und Leihsärge
- Es gab in den Städten und in unmittelbarer Nähe der Friedhöfe Blumengeschäfte welche Kränze, individuell bedruckte Schleifen, Trauerkissen, Grabsträuße und andere Gestecke führten oder die dort auf Wunsch angefertigt wurden. In ländlichen Gegenden gab es privat geführte Gärtnereien die ebenfalls Grabfloristik im Angebot hatten. Je nach Jahreszeit waren einige Blumensorten allerdings nicht immer verfügbar. In solchen Fällen wurden dann auch Kunstblumen, zum Beispiel aus Sebnitz verwendet. Blumen aus Plastik kamen dabei allerdings recht selten vor. Sie wurden vorwiegend mehr für den Grabschmuck in der kalten Jahreszeit, zum Beispiel zum Totensonntag oder in der Weihnachtszeit verwendet. Die Ausgestaltung der Feierhalle mit Blumen, Pflanzen sowie Kerzen wurde überwiegend vom jeweiligen Krematorium organisiert. Das konnten die Hinterbliebenen selbst vorab aus den angebotenen Kategorien auswählen und bestellen.

- Die musikalische Begleitung der Trauerfeier konnte vorab ausgewählt werden. Einige Krematorien hatten dazu bis in die 1960er Jahre hinein Musiker und Gesangsinterpreten (Chor) beschäftigt. Später hat man vorwiegend Musik von Tonträgern eingesetzt. Die Feierhallen waren dazu mit entsprechender Technik ausgestattet.

- Kunstvoll verzierte Leihsärge aus Eichenholz kamen bis in die 1960er Jahre ebenfalls noch zum Einsatz. Solche dekorativen Prunksärge hatten die entsprechende Größe um einen Feuerbestattungssarg darin aufzunehmen. Der Verstorbene wurde dann mit Sarg in den Prunksarg hineingestellt und zur Trauerfeier und Abschiednahme aufgebahrt. Vor der Einäscherung hat man den Verstorbenen mit dem Feuerbestattungssarg wieder herausgehoben. Nach einer Desinfektion konnte der Prunksarg wieder verliehen und verwendet werden. Das Krematorium Meißen war das letzte in der DDR, was derartige Prunk-Leihsärge noch bis 1962 verwenden durfte.[35]

### Trauerbekleidung, Bräuche, Bestattungsfahrzeuge
- Die vorwiegende Trauerfarbe war schwarz, jedoch wurden auch andere gedeckte Farben toleriert. Die engsten Mitglieder der Trauerfamilie trugen zur Bestattung meist einen schwarzen Anzug, weißes Hemd und eine schwarze Krawatte (Männer) oder ein schwarzes Kostüm mit weißer Bluse (Frauen). Dazu trug man schwarze Schuhe. Eine Kopfbedeckung war in den ersten Jahren der DDR für Mann und Frau noch obligatorisch und erwünscht. Bei den Sorben (eine in der DDR anerkannte nationale Minderheit) in der Oberlausitz bei Bautzen trugen die älteren Frauen oft noch weiß als Trauerfarbe.
- Nach der Bestattung lud die Familie meist noch zu einer privaten Trauerfeier in eine Gaststätte oder in das Trauerhaus ein. Die Trauerzeit der nächsten Angehörigen betrug ca. ein Jahr. Das war jedoch regional sehr unterschiedlich.
- Nach Ende des Zweiten Weltkrieges wurden zum Beispiel im Krematorium Meißen die Urnen mit der Asche des Verstorbenen noch per Fahrrad zu den Friedhöfen der Stadt gebracht. In den 1950er Jahren waren von Pferden gezogene Trauerkutschen noch oft zu sehen. Zudem gab es aber auch motorisierte Bestattungsfahrzeuge, die zunächst noch meist aus den 1930er Jahren stammten. Später kamen als Bestatterfahrzeuge der Framo oder der Phänomen Granit 30K zum Einsatz. Der ROBUR LO 2500 und dessen Nachfolgermodelle sowie der Barkas B 1000[36] waren als Bestatterfahrzeuge noch bis zum Anfang der 1990er Jahre zu sehen.

### Trauerfeier (Ablauf Feuerbestattung)

#### Aufbahrung
(Der Ablauf war regional verschieden. Geschildert wird hier ein Ablaufbeispiel) Zur gewünschten Aufbahrung am geöffneten oder geschlossenen Sarg fanden sich die Hinterbliebenen vor Beginn der eigentlichen Trauerfeier im kleinsten Familienkreis im Aufbahrungsraum des Krematoriums ein um vom Verstorbenen Abschied zu nehmen. Die Aufbahrung fand dabei meist ohne Redner und Musikbegleitung statt. Danach gingen die Hinterbliebenen in die Feierhalle des Krematoriums zur Sargfeier. Zeitgleich wurde unter Glockengeläut der Sarg in die Feierhalle überführt.

#### Sargfeier in der Feierhalle vom Krematorium
Nach einem Musikstück würdigte der Pfarrer oder auch der weltliche Trauerredner das Leben des Verstorbenen. Darauf erklang ein zweites Musikstück. Der Sarg wurde mit Musikbegleitung halb eingesenkt. Es bestand nun nochmals die Gelegenheit am Sarg zu kondolieren und den unmittelbaren Hinterbliebenen Beileid auszusprechen. Die Feier endete mit der völligen Einsenkung vom Sarg. Die Beisetzung der Urne fand meist innerhalb von zehn Tagen statt.

#### Urnenfeier im Krematorium
Bei der Urnenfeier im Krematorium war die Urne bereits in der Feierhalle bereitgestellt. Die Feier begann meist mit Glockengeläut. Ein Pfarrer oder Trauerredner ließ zwischen zwei Musikstücken das Leben vom Verstorbenen noch einmal vorüberziehen. Anschließend wurde die Urne in Begleitung der Hinterbliebenen zum Bestattungsort auf dem Friedhof überführt und beigesetzt.

### Trauerfeier (Ablauf Erdbestattung)
(Der Ablauf war regional verschieden. Geschildert wird hier ein Ablaufbeispiel) Der Termin für die Trauerfeier wurde zusammen mit der Friedhofsverwaltung in Abstimmung mit dem Pfarrer oder weltlichen Trauerredner festgelegt. Dabei wurden die Einzelheiten zum Ablauf der Trauerfeier bzw. Bestattung im Sinne des Verstorbenen abgesprochen. Je nach Glaubenszugehörigkeit erfolgte vorher das Gespräch mit dem jeweiligen Repräsentanten. Der Ablauf einer Trauerfeier konnte jedoch von Region zu Region und Friedhof zu Friedhof variieren, da die örtlichen Gegebenheiten auf den Friedhöfen unterschiedlich waren.
Die Feier selbst, wurde aber auch hier, hauptsächlich von der mit zwei Musikstücken umrahmten Würdigung des Lebens des Verstorbenen geprägt. Eine Feier begann und endete mit Glockengeläut. Meistens erfolgte im Rahmen der Trauerfeier auf dem Friedhof auch gleich die Beigesetzung.

### Bestattungskosten
Die Kosten für eine Beisetzung betrugen um 1985 zwischen 350,- und 1900,- Mark. Die Kosten konnten sich unterscheiden, da es die obligatorische Trauerfeier sowie die Ausschmückung der Trauerhalle, in den verschiedenen Regionen der DDR, wahlweise in unterschiedlichen Preisklassen gab. Als Beispiel sollen dazu verschiedene Rechnungsoriginale dienen.
- Rechnung (Feuerbestattung) aus dem Jahre 1980: Kosten ohne Grabstelle 420,35 Mark.[37]
- Rechnung (Feuerbestattung) aus dem Jahre 1984: Kosten ohne Grabstelle 328,90 Mark.[38]
- Rechnung (Feuerbestattung) aus dem Jahre 1984: Kosten ohne Grabstelle 354,10 Mark.[39]
- Rechnung (Erdbegräbnis) aus dem Jahre 1957. Kosten ohne Grabstelle 112,50 Mark.[40]

In den Rechnungen waren die Kirchen- und Friedhofsgebühren wie Grablohn, Erdegeld, Leichenhallen- und Kapellen- bzw. Feierhallenbenutzung, Ausschmückung der Kapelle oder der Feierhalle mit Blumen, Pflanzen und Kerzen, das Läuten der Glocken und die Dienstleistung am Verstorbenen durch einen Heimbürgen enthalten. Dazu zählten auch die Kosten für Überführungen, dem gewählten Sarg, die Sargträger, die ausgewählte Sterbegarnitur (Decke, Kissen und sonstige Sargausstattungen) etc.

#### Einzelkostenbeispiele
In der Gesamtrechnung waren die folgenden Leistungen meist schon enthalten.
- Überführung in die Leichenhalle (je nach Entfernung): ca. 20,00 Mark.
- Überführung in das Krematorium (je nach Entfernung): ca. 37,00 Mark. Heimbürgeleistungen: 13,00 bis 22,00 Mark.
- Sarg: 140,00 bis 162,00 Mark.
- Sargausstattung und Sterbegarnitur (Decke und Kissen): 128,00 bis 154,40 Mark.
- Hemd 17,30 Mark.
- Streublumen (je Körbchen) 1 Mark.
- Schutzhandschuhe (je Paar) 3,00 Mark.[42]

### Staatliche Leistungen

#### Bestattungsbeihilfe
Jeder Arbeiter und Angestellte in der DDR hatte nach seinem Tod Anspruch auf Bestattungsbeihilfe, die von der Sozialversicherung (SVK) ausgezahlt wurde. Die Höhe war dabei genau geregelt. Beim Tod eines Versicherten wurde Bestattungsbeihilfe in Höhe von 70 % der monatlichen beitragspflichtigen Durchschnittseinkünfte gezahlt. Sie betrug mindestens 100 Mark, höchstens 400 Mark. Bei Totgeburten wurde die Hälfte des entsprechenden Betrages gezahlt. Trat der Tod als Folge eines Arbeitsunfalls bzw. einer Berufskrankheit ein, wurde grundsätzlich eine Bestattungsbeihilfe von 400 Mark gezahlt. Die Bestattungsbeihilfe wurde ebenfalls gezahlt, wenn der Verstorbene eine private Vorsorgeversicherung hatte und dadurch noch zusätzliche Leistungen daraus erhielt.
Kämpfer gegen den Faschismus oder Verfolgte des Faschismus hatten dabei grundsätzlich einen Anspruch von 400 Mark. Beim Tod eines Rentners wurden zur Errechnung der Bestattungsbeihilfe die letzten beitragspflichtigen Durchschnittseinkünfte vor dem Zeitpunkt der ersten Rentenzahlung herangezogen. Arbeitete der Rentner auch noch nach Beginn der Rentenzahlung beitragspflichtig, dann war die Beitragsbeihilfe auf der Grundlage der höheren beitragspflichtigen Durchschnittseinkünfte zu berechnen. Angehörige der bewaffneten Organe oder der Zollverwaltung der DDR hatten einheitlich Anspruch auf 200 Mark Bestattungsbeihilfe.
Der Betrag wurde von den Hinterbliebenen vorwiegend für die Begleichung der Bestattungskosten genutzt. Waren keine Bestattungskosten entstanden, stand die Bestattungsbeihilfe dem Ehegatten, den Kindern oder den Eltern zu.

#### Rente an Hinterbliebene (Witwenrente)
Im § 16 der Renten VO-DDR wurden die Ansprüche auf Hinterbliebenenrente gesetzlich festgeschrieben. Frauen und Männer waren in der DDR gleichberechtigt. Frauen waren dabei meist wie die Männer voll beruflich tätig. Die Witwenrente galt in der DDR als eine Unterhaltsersatzfunktion. Die Witwenrente orientierte sich in der DDR dabei an der Rente des Verstorbenen. Davon wurden demnach 60 Prozent ohne weitere Zuschläge gezahlt. Anspruch auf Witwenrente bestand für folgende Personen:
- die Witwe ab Vollendung des 60. Lebensjahres,
- der Witwer ab Vollendung des 65. Lebensjahres,
- die Witwe oder der Witwer, wenn Invalidität gemäß § 9 der Renten VO-DDR vorlag,
- die Witwe, die ein Kind unter 3 Jahren oder zwei Kinder unter 8 Jahren hat, für den Fall, dass der Verstorbene de facto Alleinverdiener der Familie war. Er musste zum Zeitpunkt seines Todes die Voraussetzungen zum Bezug einer Alters-, Invaliden- oder einer Kriegsbeschädigtenrente erfüllen.

Die Mindestrente betrug zum Beispiel im Jahre 1974 monatlich 270 Mark. Die Mindestrentensätze wurden seit 1968 immer wieder durch neue Rentenverordnungen erhöht und angepasst.

#### Zusätzliche Leistungen der Betriebe
In vielen Betrieben und Kombinaten der DDR war in den Betriebskollektivverträgen eine Lohnfortzahlung bis maximal drei Monate über den Tod hinaus festgeschrieben. Die Hinterbliebenen bekamen dann diese Sonderleistung ausgezahlt.

## Gräber
Bedingt durch die in der DDR üblichen Bestattungsformen unterschied man fünf Grabarten.
- Reihen- bzw. Einzelgräber für Erdbestattungen

Sie waren jeweils für die Beisetzung eines einzelnen Sarges bestimmt. Das Nutzungsrecht betrug 15 bis 25 Jahre, wenn nicht durch hygienisch bedingte höhere Ruhefristen eine längere Laufzeit des Nutzungsrechtes erforderlich war. Nach Ablauf des Nutzungsrechtes erfolgte keine Verlängerung. Die Größe der Grabstelle war meist 2,60 × 1,30 Meter.
- Wahlgräber für Erdbestattungen

Das waren meist zwei Gräber, die zur Erdbestattung von Familienangehörigen bestimmt waren. Es wurden jedoch auch mehr als zwei Gräber nebeneinander als Grabeinheit abgegeben. Das Nutzungsrecht umfasste den gleichen Zeitraum wie das der Reihengräber. Eine Verlängerung des Nutzungsrechtes konnte einmalig um die gleiche Zeitdauer erfolgen. Die Größe betrug ebenfalls 2,60 × 1,30 Meter je Bestattungsfall.
- Urnenreihengräber (Urnenstellen)

Diese dienten der Beisetzung von Urnen. Das Nutzungsrecht umfasste meist die gleiche Zeitspanne wie das der Erdbestattungsgräber. Nach Ablauf des Nutzungsrechtes erfolgte keine Verlängerung. Die Größe der Grabstelle war meist 1,30 × 1,30 Meter.
- Urnenwahlgräber (Urnenwahlstellen)

Diese hatten ebenfalls die Größe von 1,30 × 1,30 Meter und die gleiche Zeit des Nutzungsrechtes wie die Urnenreihengräber. Im Gegensatz zu diesen konnte eine Verlängerung um den weiteren Zeitraum eines Nutzungsrechtes erfolgen.
- Urnengemeinschaftsgräber

Diese Grabart unterschied sich von den vier anderen Grabarten grundsätzlich. Hier wurden Urnen Verstorbener in einer Grabanlage beigesetzt. Durch das Aufstellen eines gemeinsamen Males oder Symbols konnte auf ein individuelles Grabzeichen verzichtet werden. Eine Beisetzung von Urnen in einer würdig gestalteten Urnengemeinschaftsanlage war in der DDR ab den 1970er Jahren auf einigen Friedhöfen möglich. Diese Anlagen waren in unterschiedlicher Weise durch Denkmale, Platten oder Stelen gekennzeichnet. Das Schaffen solcher Bestattungsanlagen war nicht nur flächendsparend, sondern brachte auch den Hinterbliebenen die Gewissheit, dass die Urne in einer würdigen Form beigesetzt und die Beisetzungsfläche ständig gepflegt wurde. Die Pflege der Urnengemeinschaftsanlage übernahm die Friedhofsverwaltung. Eine Umbettung aus einer solchen Anlage war jedoch nicht möglich. Die größte Anlage befand sich auf dem Heidefriedhof in Dresden. Hier bildet die Skulptur „Stirb und werde“ des Bildhauers Rudolf Sitte den Mittelpunkt.

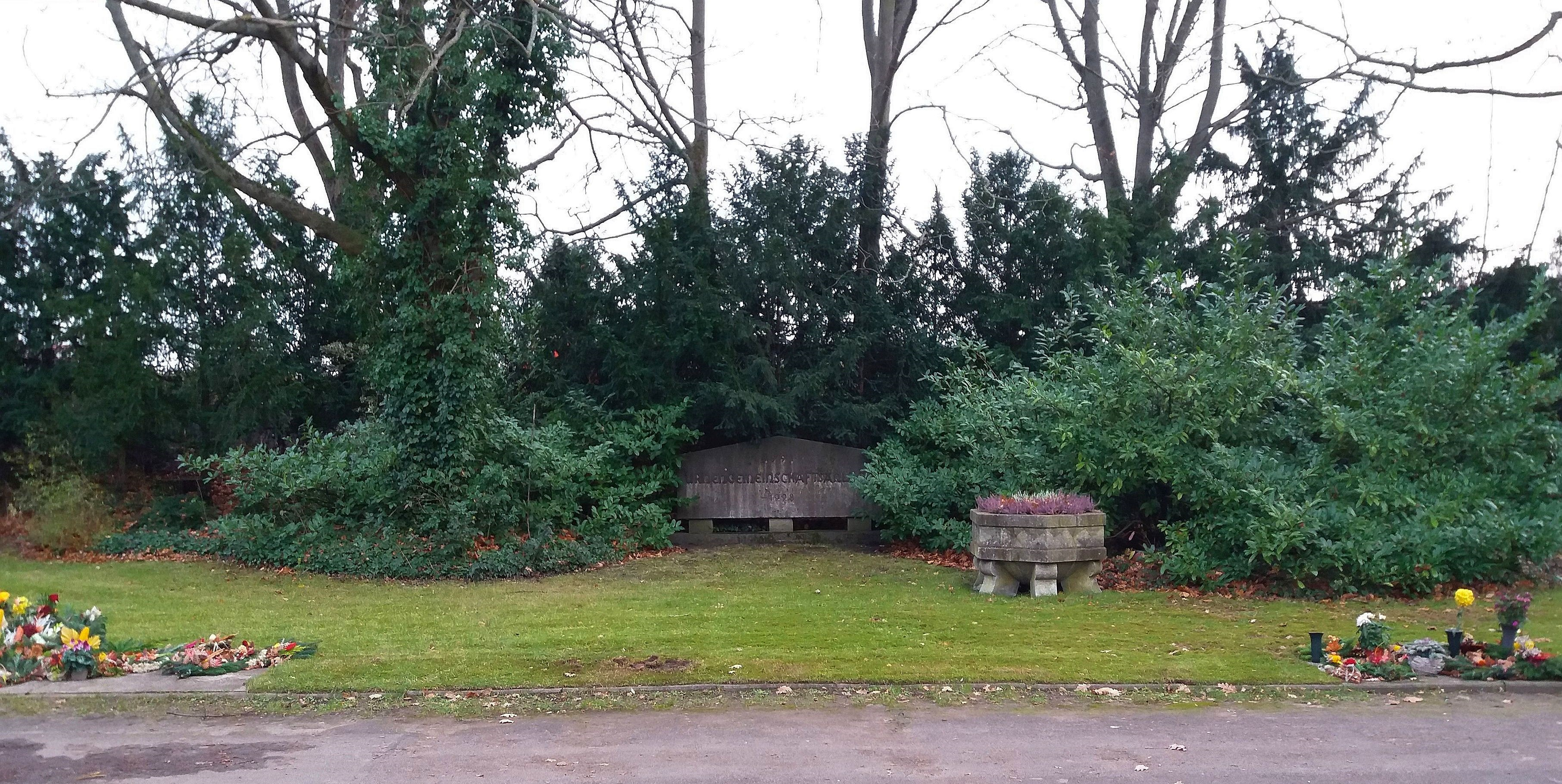
Urnengemeinschaftsanlage Nr. 1  (UGA I) auf dem Zentralfriedhof Friedrichsfelde, Berlin
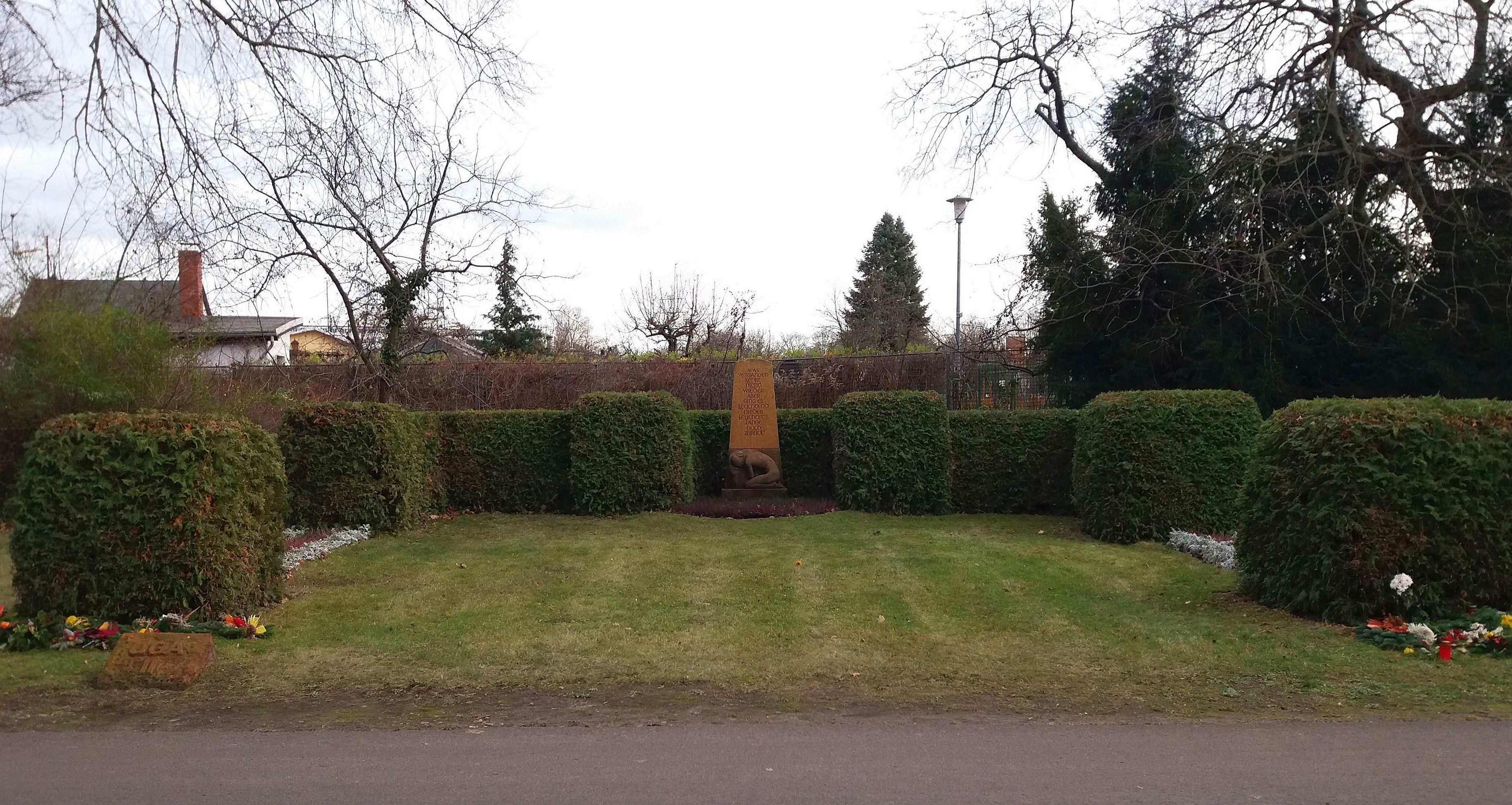
Urnengemeinschaftsanlage Nr. 2 (UGA II) auf dem Zentralfriedhof Friedrichsfelde, Berlin
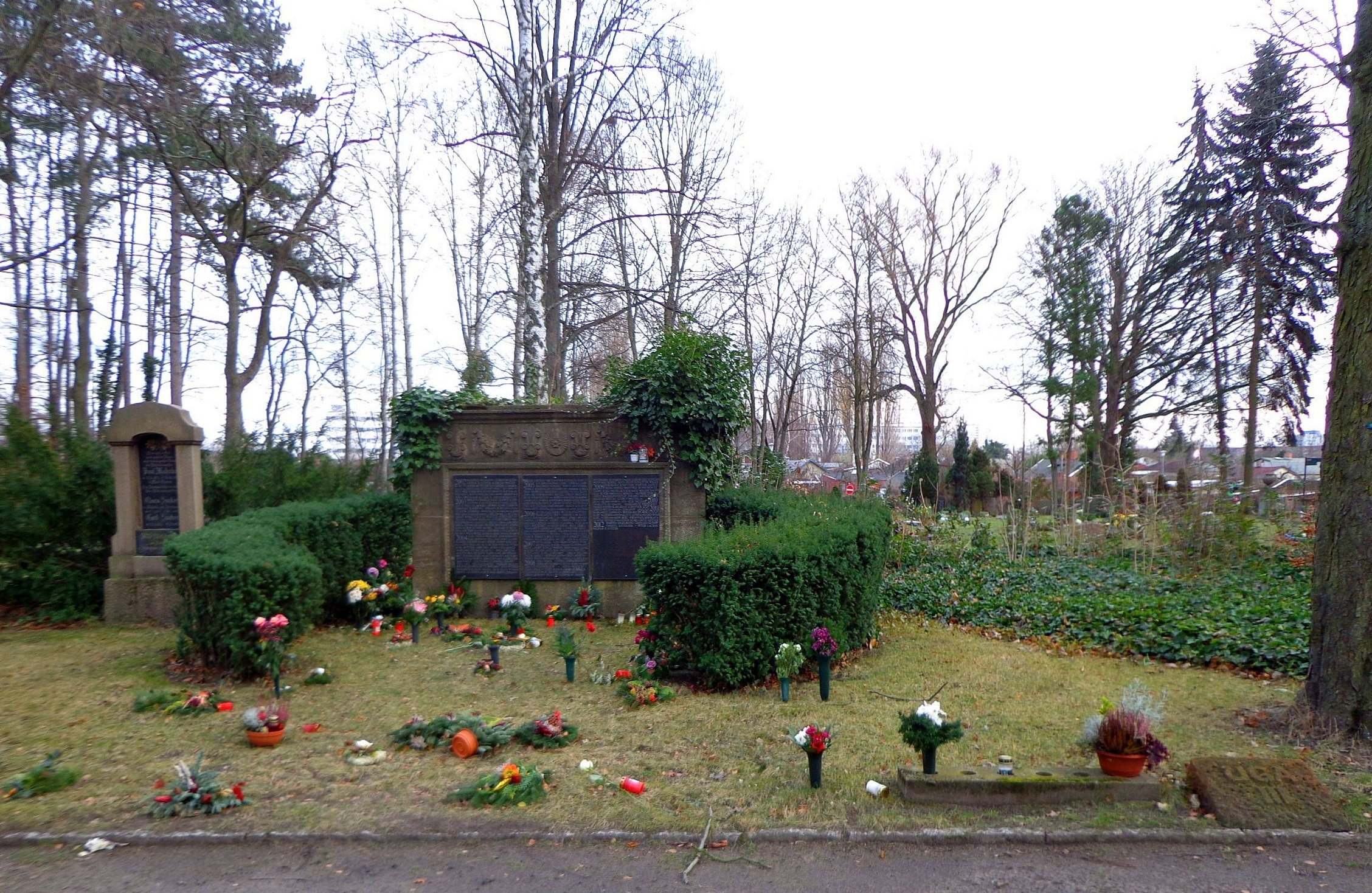
Urnengemeinschaftsanlage Nr. 3 (UGA III) auf dem Zentralfriedhof Friedrichsfelde, Berlin
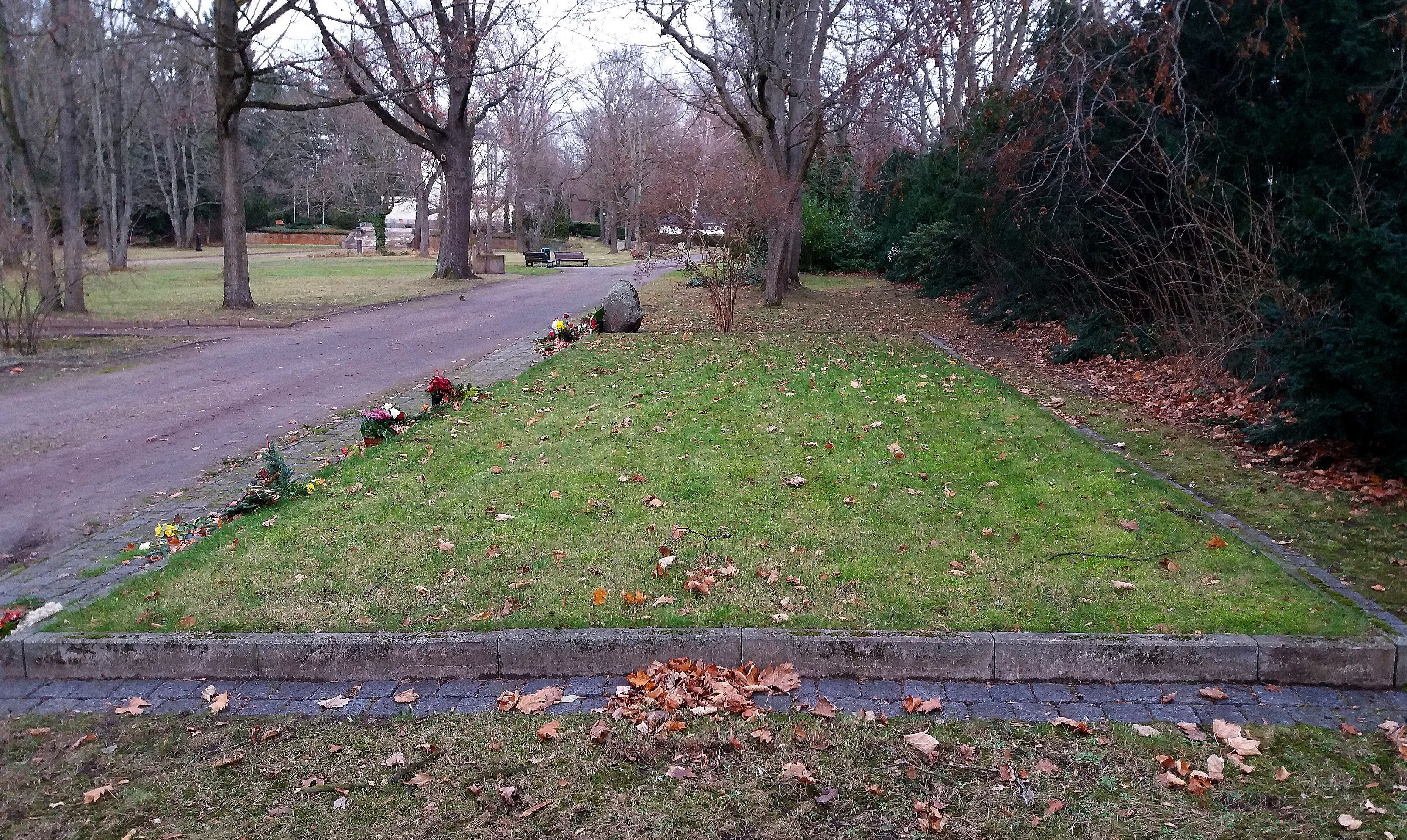
Urnengemeinschaftsanlage Nr. 4 (UGA IV) auf dem Zentralfriedhof Friedrichsfelde, Berlin

### Liegefristen für Grabstellen
Grundsätzlich waren Erdbestattungen bzw. Einäscherungen innerhalb von 6 Tagen nach Feststellung des Todes durchzuführen. Bei einer vorangegangenen Einäscherung in einem Krematorium und der erteilten Genehmigung zur Beisetzung, hatte der zur Bestattung vorgesehene Friedhof im Auftrag des Bestattungspflichtigen unverzüglich die Urnen vom Krematorium anzufordern und die Beisetzung zu gewährleisten.
Das Festlegen der Liegefristen für Grabstellen (Erdbegräbnis) oder Urnenstellen (Feuerbestattung) lag beim jeweiligen Friedhofsträger. Sie konnten sich daher regional unterscheiden. Als Beispiel soll hier ein Auszug aus der Kirchhofsordnung des St. Georgen-Kirchhof in Ostberlin aus dem Jahre 1970 dienen. Im § 12 der Kirchhofsordnung waren folgende Liegefristen für Grab- und Urnenstellen vorgeschrieben:
- Für Kinder bis zu 6 Jahren galt eine Liegefrist von 15 Jahren.
- Für Kinder von 6 bis zu 12 Jahren galt eine Liegefrist von 20 Jahren.
- Für Erwachsene und für Kinder über 12 Jahre galt eine Liegefrist von 25 Jahren.
- Für Urnenstellen galt eine Liegefrist von 20 Jahren.[49]

### Gräber auf Kirchfriedhöfen
Die Grabstellen auf Kirchhöfen oder auch Kirchfriedhöfen waren den Bestimmungen einer eigenen Kirchhofsordnung unterworfen. Die Grabstellen, egal welcher Art, blieben dabei Eigentum der Kirchengemeinde und es wurden nur zeitlich beschränkte Nutzungsrechte vergeben. Die Dauer der Nutzungsrechte und die genaue Lage der Grabstätte war auf einer Grabkarte vermerkt die nach der Beisetzung den Hinterbliebenen mit der Kirchhofsordnung ausgehändigt wurde. In der Kirchhofsordnung waren neben den Öffnungszeiten und der Gebührenordnung, zum Beispiel auch die Aufbewahrung von Gießkannen und Geräten am Grabe, das Aufstellen von Bänken oder die Liegefristen genau geregelt. So war die Kirchhofsverwaltung demnach bei einer Verabsäumung der Pflegepflicht am Grabe berechtigt den Verfügungsberechtigten das erworbene Nutzungsrecht zu entziehen. Zudem war auch das Aufstellen aller Grabmäler ohne Unterschied von Art und Größe oder auch das Verändern von bestehenden Grabmälern mit der Kirchhofsverwaltung vorher abzustimmen. Außerdem war man berechtigt, Bäume, Sträucher, verwelkte Blumen und Kränze sowie schadhafte Denkzeichen, privat aufgestellte Sitze und Bänke und andere Gegenstände entfernen zu lassen. Für die Standsicherheit von Grabmälern waren die Verfügungsberechtigten eigenverantwortlich. Sie hafteten für Schäden die sich aus einer eventuellen Vernachlässigung ergaben.

### Gräber auf kommunalen Friedhöfen
Für Grabstellen auf kommunalen Friedhöfen gab es die Friedhofsordnung. Erstellt und beschlossen wurden sie durch die jeweiligen Städte und Gemeinden. Örtliche Voraussetzungen sowie Gegebenheiten hatte man darin ebenfalls berücksichtigt. Geregelt wurden in der Friedhofsordnung beispielsweise ebenfalls die Öffnungszeiten, das Verhalten auf dem Friedhofsgelände oder die Arbeitszeiten von Gewerbetreibenden wie Steinmetze, Bildhauer und Gärtner. Allgemein ähneln sie im Umfang und Inhalt den ergangenen Ordnungen der Kirchfriedhöfe.

### Totengedenken, Allerseelen und Totensonntag
Besonders an den Geburtstagen der Verstorbenen war es Brauch die Grabstellen mit Blumen oder einem kleinen Kranz zu besuchen. Oft wurde beim Besuch das Grab der Jahreszeit angepasst neu bepflanzt. Die Bepflanzung der Gräber wurde meist von den Hinterbliebenen selbst ausgeführt. Man konnte jedoch auch die Grabstelle vom Friedhofsbetreiber gegen Gebühr pflegen lassen. Im Monat November waren viele Gräber und Urnenanlagen mit Blumen aber vor allem mit Zweigen von Nadelhölzern von Fichte und Rottanne geschmückt. Jedoch auch Stechpalmen, Efeu und andere Ilex Arten sowie Buchsbaum waren präsent. Beim Besuch der Gräber wurden kleine Kerzen angezündet. Meist wurde mit dem Eindecken der Gräber bereits vor dem 2. November (Allerseelen) begonnen. Zum Totensonntag wurden an vielen Orten die Friedhofskapellen und die Feierhallen der Krematorien zum stillen Gedenken und zur inneren Einkehr zeitweise geöffnet. Es gab jedoch regionale Unterschiede.

## Ehrenhaine und Kriegsgräberstätten
In jeder Bezirkshauptstadt und auch in anderen Städten wurden Ehrenhaine als Ehrengrabfelder für verdiente Personen geschaffen. Damit sollten einerseits verdienstvolle Einwohner gewürdigt werden, andererseits Personen, die sich um die sozialistische Idee verdient gemacht hatten. Bekanntestes Beispiel einer solchen Anlage war die Gedenkstätte der Sozialisten mit Gräberanlage Pergolenweg auf dem Zentralfriedhof Friedrichsfelde in Berlin.

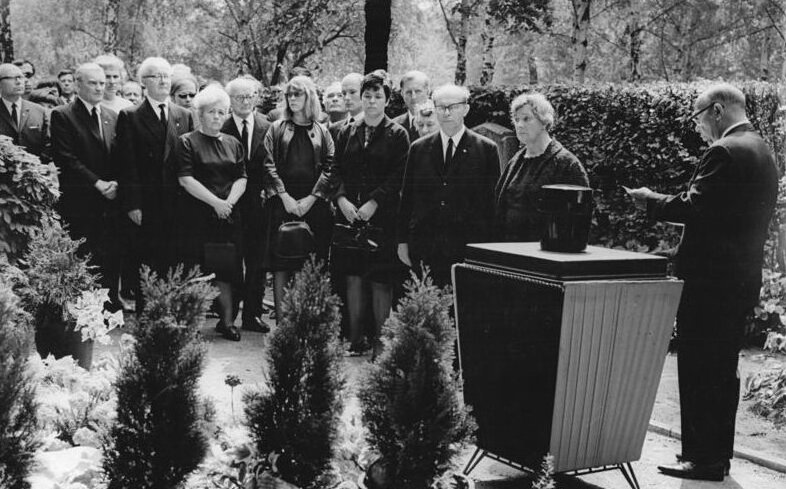
Beisetzung Otto Nagels in der Gräberzeile der Künstler und Schriftsteller auf dem Zentralfriedhof Friedrichsfelde (1967)
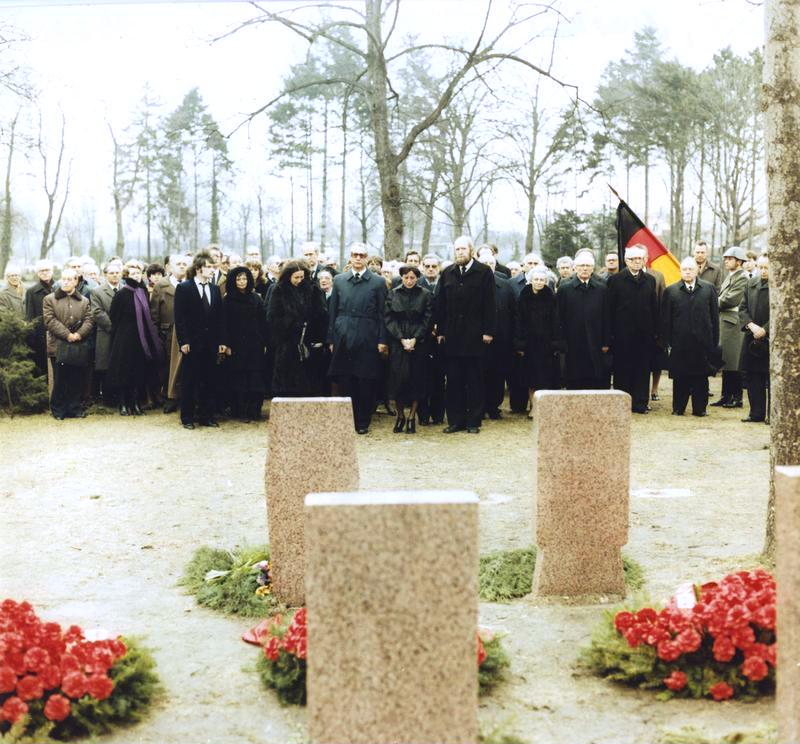
Staatsbegräbnis von Konrad Wolf in der Gräberanlage Pergolenweg mit Teilnahme führender Politiker der DDR (1982)

Daneben gab es auch Gräberanlagen für die Opfer und Verfolgten in der Zeit des Nationalsozialismus. Auf dem Zentralfriedhof Friedrichsfelde wurde dafür beispielsweise 1978 die Gräberanlage für Opfer des Faschismus und Verfolgte des Naziregimes (auch VdN-Ehrenhain genannt) als Urnen-Gräberanlage eingeweiht. Grundlage dafür war ein Beschluss des Magistrats von Berlin von 1975, worauf Ehrenhaine für „Verfolgte des Naziregimes, Revolutionäre und verdiente Persönlichkeiten“ auf fünf Ost-Berliner Friedhöfen eingerichtet wurden. Damit sollte den Überlebenden des Widerstands gegen den Nationalsozialismus eine würdige Begräbnisstätte geschaffen werden. Die Form und das Material der Grabsteine (Granit) sowie die Beschränkung der Inschriften auf das Geburts- und Sterbejahr der Toten waren festgelegt.
An vielen Orten auf dem Gebiet der ehemaligen DDR gibt es Kriegsgräberstätten aus dem Ersten- und Zweiten Weltkrieg sowie Gedenkstätten die an die Opfer von begangenen Gräueltaten erinnern, welche einmal im Auftrage des nationalsozialistischen Staates ausgeführt wurden. Es gibt ebenfalls eine große Anzahl von Sowjetischen Kriegsgräberstätten, welche ausschließlich die Gräber von Opfern aus der ehemaligen Sowjetunion beherbergen.

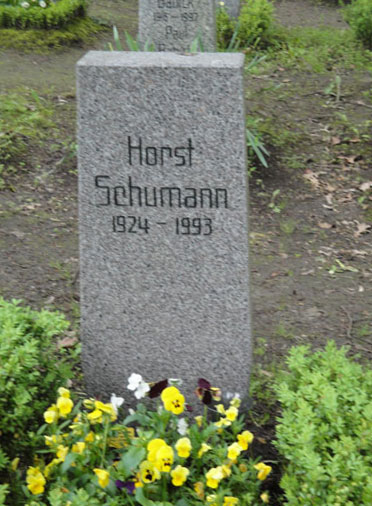
Grabstein in der Gräberanlage für die Opfer und Verfolgten des Naziregimes auf dem Zentralfriedhof Friedrichsfelde
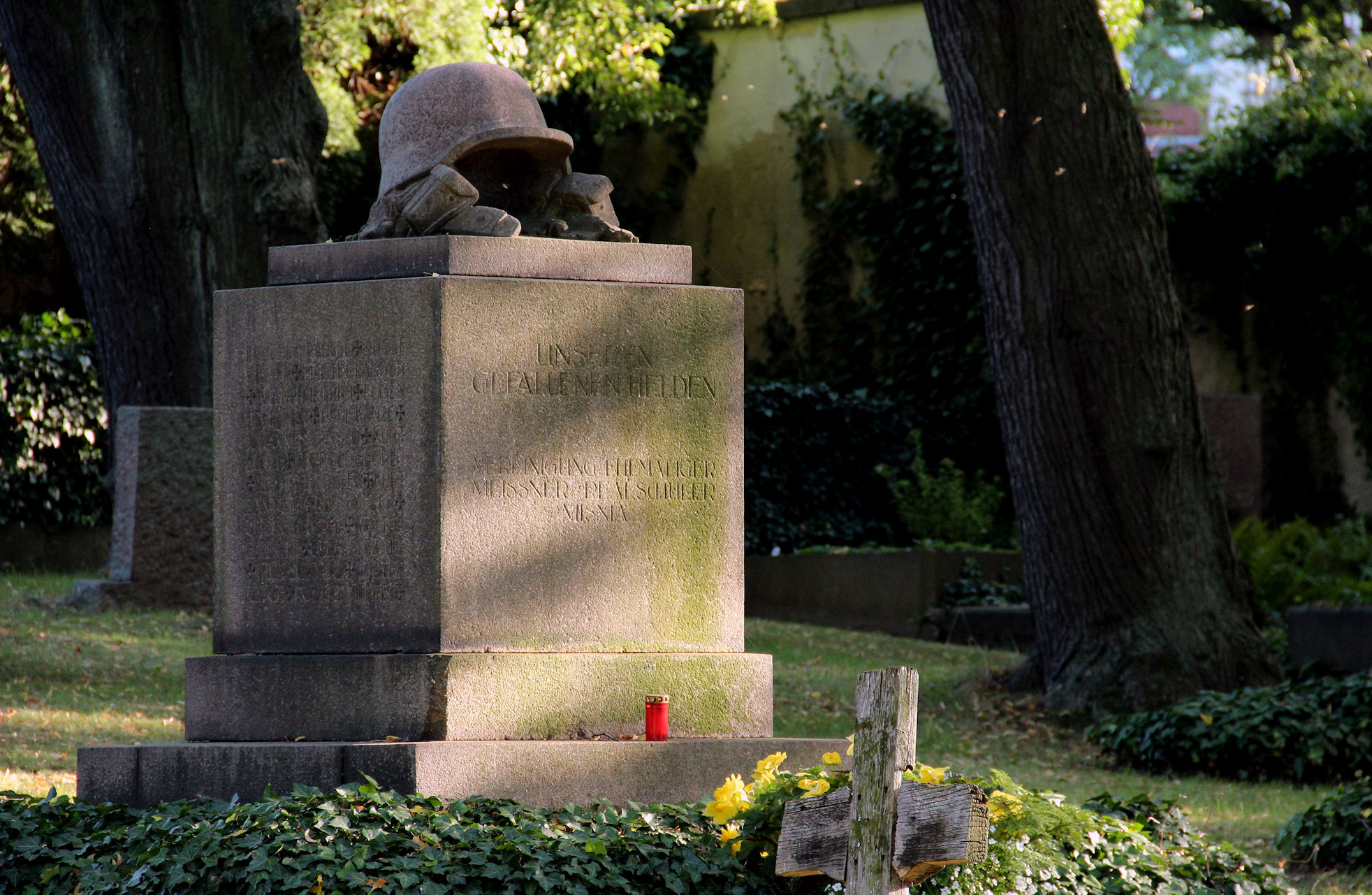
Gedenkstätte für die im Ersten Weltkrieg gefallenen Realschüler MISNIA in Meißen
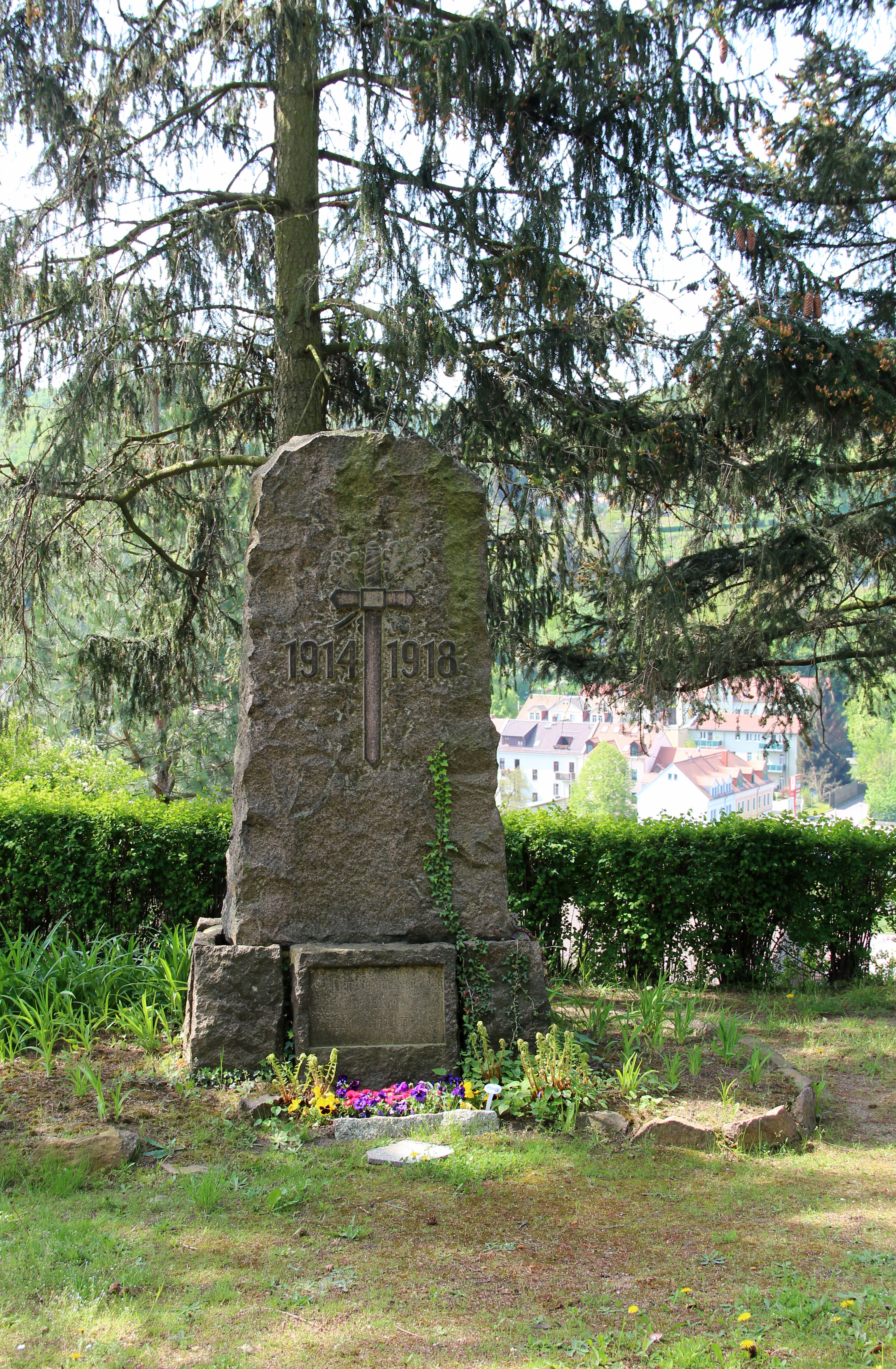
Kriegergedächtnisstätte Erster Weltkrieg in Sachsen
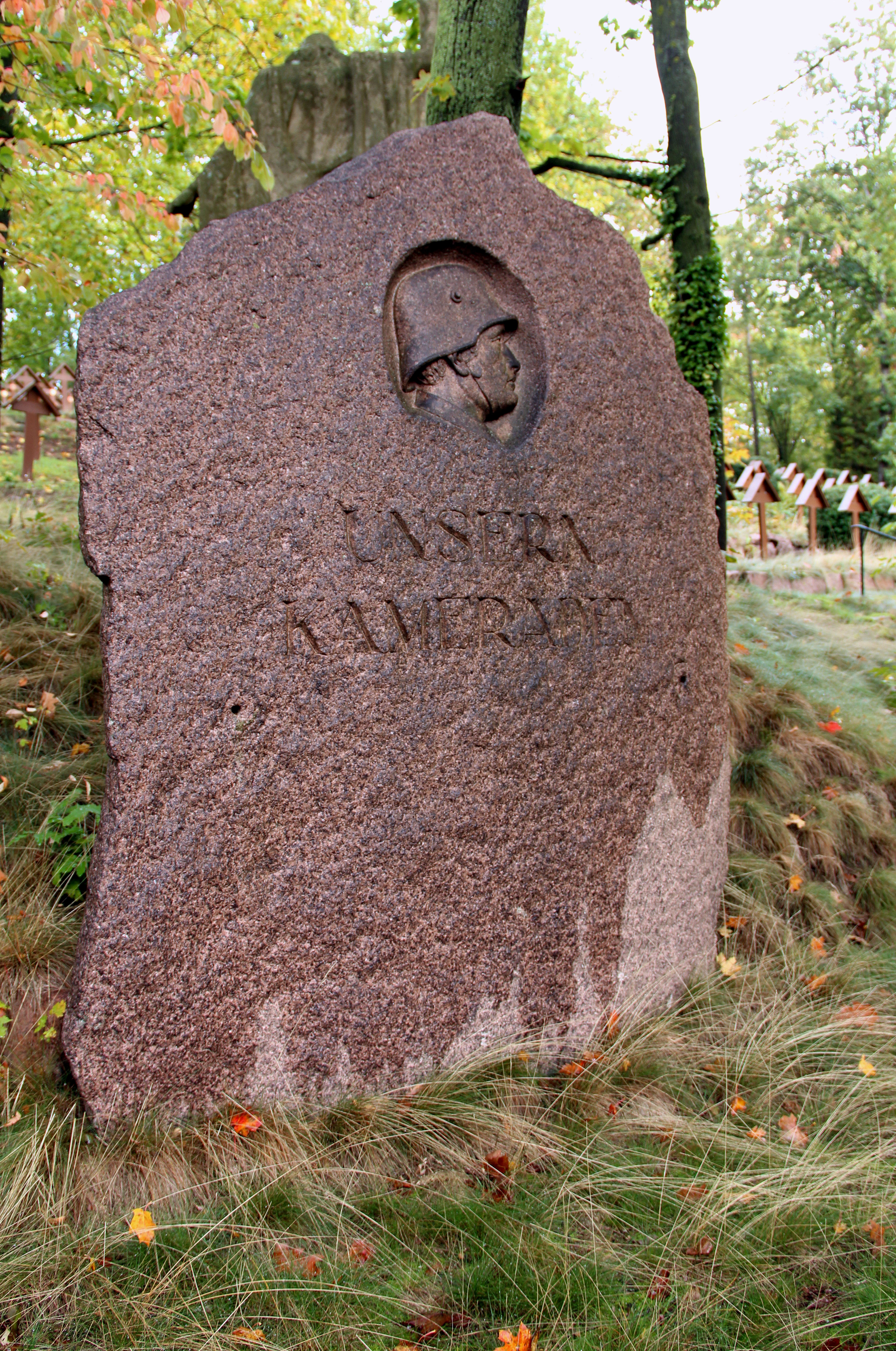
Kriegsgräberstätte Erster Weltkrieg in Sachsen
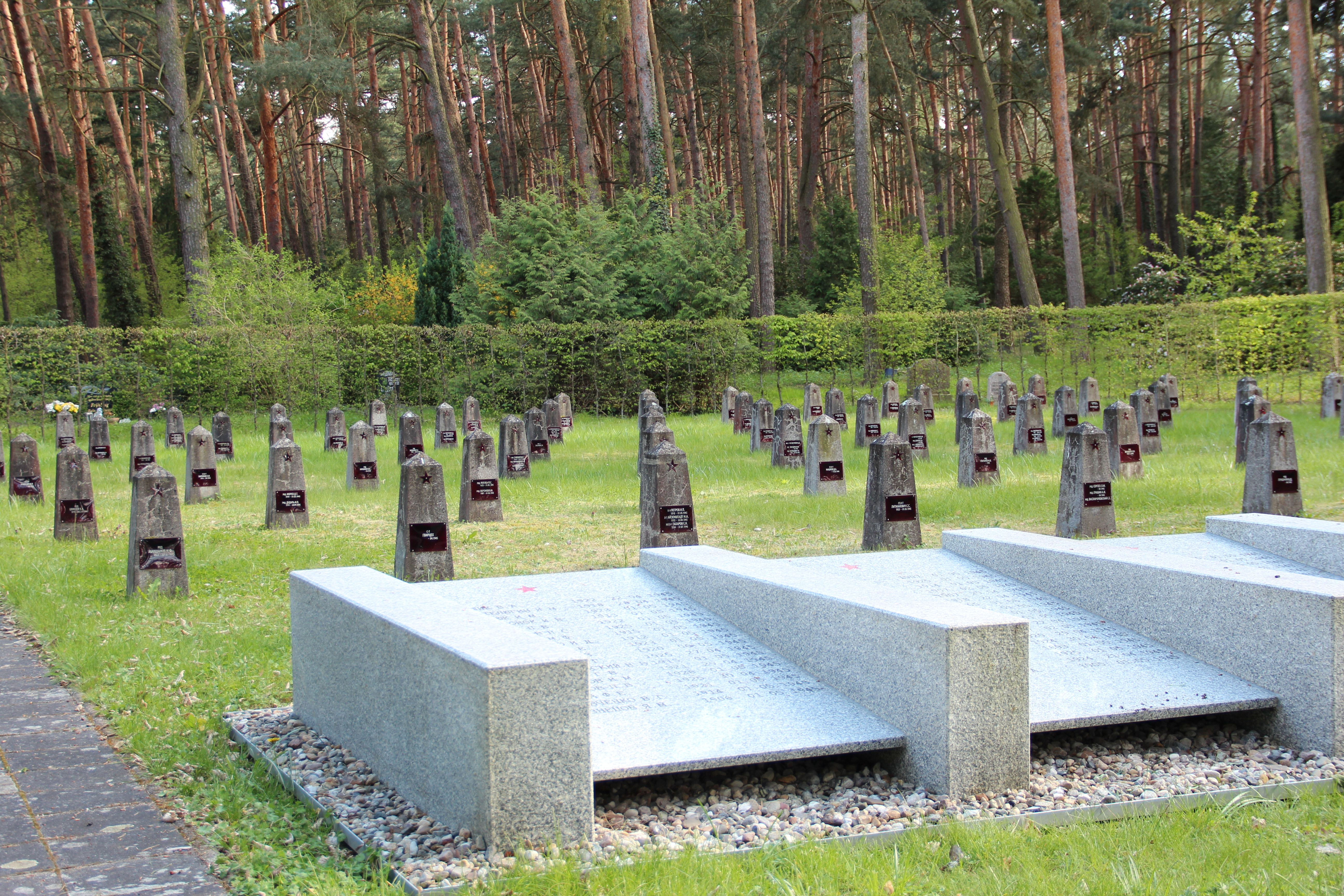
Sowjetischer Ehrenfriedhof auf dem Friedhof Luckenwalde
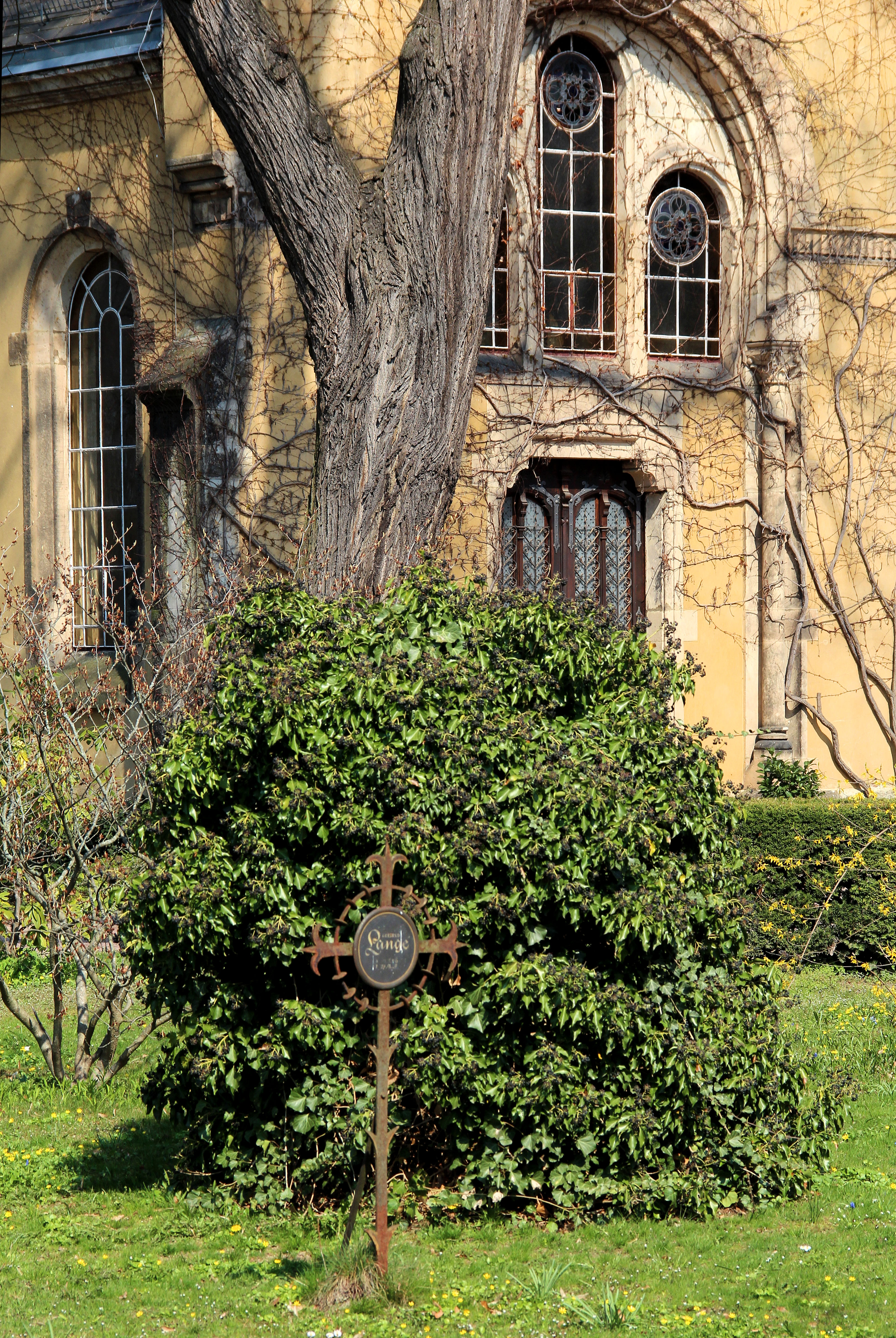
Ehrengrab auf einem Friedhof

## Trauerkarten und Traueranzeigen in den Tageszeitungen
Mit einer Trauerkarte wurde auch in der DDR den Hinterbliebenen mit eigenen Worten Kondolenz beziehungsweise Empathie ausgedrückt. Die Karte wurde bei der Trauerfeier an die Hinterbliebenen übergeben oder bereits vorher als Brief versandt. Im Papierwarenhandel waren verschiedene Ausführungen, auch mit christlichen Motiven vorhanden. In christlichen Buchhandlungen waren Trauerkarten ebenfalls erhältlich. Mit der Karte sollte die persönliche Anteilnahme kundgetan werden, sie bot allerdings auch Platz für sehr persönliche tröstende Worte. Den Hinterbliebenen wurde auf diese Weise mitgeteilt, dass sie schon in der Anfangsphase der Trauer nicht alleine sind.
Traueranzeigen waren fast täglich ein Bestandteil der Tageszeitungen. Publikationen und Studien dazu welche überwiegend nach 1990 entstanden sind, stellen die damalige Situation so dar, dass das politische System in der DDR mehr Einfluss auf die Sprache in Todesanzeigen hatte, als alle Kirchen zusammen in Westdeutschland. Auffallend ist, dass in den Todesanzeigen der DDR immer wieder ein angebliches Fehlen von christlichen Symbolen wie zum Beispiel Kreuzen festgestellt wird. Das Fehlen des Kreuzes wird dabei als Ausdruck der allgemeinen Unterdrückung von Religiosität in der DDR gewertet. Als weiteren Grund gibt man die überall in der DDR herrschenden bescheidenen drucktechnischen Bedingungen an. Dagegen spricht allerdings, dass gerade das Lateinische Kreuz in den Traueranzeigen der Tagespresse der DDR bis 1990 wohl präsent war. Weiterhin fanden das Zeichen der Trinität, Ähren und die untergehende Sonne gern Verwendung. Eine Verdrängung oder gar Unterdrückung von Religiosität und mangelnde drucktechnische Bedingungen in der DDR sind damit kaum erkennbar.
Recht auffallend ist allerdings das statt der Symbole * und † bei den Lebensdaten, die in Westdeutschland fast immer Verwendung finden, in der DDR die Lebensdaten meistens nur sprachlich eingeführt: geb.(oren) – gest.(orben) wurden. Warum das so gewesen ist, war bisher kein Bestandteil einer Studie, Publikation oder Umfrage.
Weiterhin wird heute festgestellt, dass die in DDR-Anzeigen anhaltende Verwendung des isolierten „Erlöst!“ recht eigenartig ist. Man quittiert es dann in den Studien und Publikationen oft mit der Frage: „Interpretier(t)en viele Ostdeutsche das Sterben als Erlösung von vormals einengenden und nun orientierungslosen Lebensbedingungen?“ Das seltene Auftreten von „nach einem erfüllten Leben“ erklärt man dagegen folgendermaßen: „Selbst 2004 gelingt es offensichtlich nur wenigen ostdeutschen Menschen, in der neu gewonnenen Freiheit nach 1989 ein erfülltes Leben zu leben.“ Ein behutsamer Umgang in den Diskussionen zum Thema ist aktuell oft kaum erkennbar, die Veröffentlichungen dazu sind teilweise umstritten.
Allerdings findet man in den Traueranzeigen tatsächlich das Wort „Erlöst!“ recht oft. Es steht dabei meist sinnbildlich für „Erlösung“, zum Beispiel von einer langen schweren Krankheit. Die Feststellung „nach einem erfüllten Leben“ war ebenfalls seltener in Traueranzeigen der DDR im Gebrauch. Man muss hierbei jedoch berücksichtigen, dass solch eine Feststellung meist erst von den Hinterbliebenen und zwar bei der Aufgabe der Anzeige geäußert oder ausgewählt wird. Nicht immer wird sie schon zu Lebzeiten festgelegt.
Oft wurde in den Anzeigen hingegen „entschlief plötzlich, für uns unfassbar“, „nach einem arbeitsreichen Leben“ oder auch „nach langem, schwerem, mit großer Geduld ertragenem Leiden“ verwendet. Zu sprachlichen Unterschieden kam es auch wenn die Traueranzeige nicht von der Familie des Verstorbenen verfasst wurde, sondern vom Betrieb, einer politischen Organisation oder einem Sportverein stammte.

Traueranzeige aus der DDR von 1987
Traueranzeige der DDR von 1983 mit Kreuz
Traueranzeige eines DDR-Betriebes von 1987

## Rechtsgrundlagen
Rechtsgrundlagen für das Bestattungswesen in der DDR waren zunächst die bestehenden gesetzlichen Regelungen, die 1980 mit der Verordnung über das Bestattungs- und Friedhofswesen und den dazugehörigen Ausführungsbestimmungen neu geregelt wurde. Einschlägig waren unter anderem:
- das Gesetz über die Feuerbestattung vom 15. Mai 1934[58],
- die Verordnung zur Durchführung des Feuerbestattungsgesetzes vom 10. August 1938[59],
- die Verordnung über das Bestattungs- und Friedhofswesen vom 17. April 1980[60],
- die Erste Durchführungsbestimmung zur Verordnung über das Bestattungs- und Friedhofswesen vom 17. April 1980[61],
- die Zweite Durchführungsbestimmung zur Verordnung über das Bestattungs- und Friedhofswesen vom 2. Juni 1980[62],
- die Anordnung über die ärztliche Leichenschau vom 4. Dezember 1978[63],
- die Anordnung über die Überführung von Leichen vom 20. Oktober 1971[64].

Nach dem Ende der DDR wurde das Bestattungswesen wieder Ländersache. Entsprechend wurden die DDR-Bestimmungen durch Bestattungsgesetze der neuen Bundesländer abgelöst. Das waren
- Gesetz über das Leichen-, Bestattungs- und Friedhofswesen im Land Brandenburg (Brandenburgisches Bestattungsgesetz - BbgBestG) vom 7. November 2001[65]
- Gesetz über das Leichen-, Bestattungs- und Friedhofswesen im Land Mecklenburg-Vorpommern (Bestattungsgesetz - BestattG M-V) Vom 3. Juli 1998[66]
- Sächsisches Gesetz über das Friedhofs-, Leichen- und Bestattungswesen (Sächsisches Bestattungsgesetz -SächsBestG) vom 8. Juli 1994[67]
- Gesetz über das Leichen-, Bestattungs- und Friedhofswesen des Landes Sachsen-Anhalt (Bestattungsgesetz des Landes Sachsen-Anhalt - BestattG LSA) vom 5. Februar 2002[68]
- Thüringer Bestattungsgesetz (ThürBestG) vom 19. Mai 2004[69]

### Gesetzliche Regelungen (Auszüge)
Die 2. Leichenschau war vor einer Kremierung seit dem Bestattungsgesetz von 1934 vorgeschrieben. Sie galt auch in den Krematorien der DDR.
- Der Verstorbene war binnen 24 Stunden nach Feststellung des Todes und einer ärztlichen Leichenschau, in einen Leichenaufbewahrungsraum zu überführen. Für nichtnatürliche Todesfälle gab es Einschränkungen. Eine Überführung von Verstorbenen erfolgte nur nach Ausstellung des Totenscheines. Erdbestattungen durften erst nach Vorlage des Bestattungsscheines erfolgen. Einäscherungen durften erst nach der Bestätigung des Bestattungsscheines durch den vom zuständigen Kreisarzt beauftragten Krematoriumsarzt durchgeführt werden. Die Abschiednahme von Verstorbenen hatte entsprechend den ethnischen Anforderungen zu erfolgen. Erdbestattungen bzw. Einäscherungen waren innerhalb von 6 Tagen nach Feststellung des Todes durchzuführen. Fristverlängerungen waren dabei unter besonderen Auflagen und mit der Zustimmung des Kreisarztes möglich. Zum Beispiel bei nichtnatürlichen Todesfällen.[70]
- In Gemeinschaftsanlagen konnten Aschebeisetzungen mit oder ohne Urne vorgenommen werden. Aschenverstreuungen erfolgten oberirdisch auf den dafür ausgebildeten Flächen der Friedhöfe. Die Beisetzung für Feuer- und Erdbestattungen erfolgten grundsätzlich auf den vorbereiteten Grabfeldern.[71]
- Dienste an Verstorbenen durften erst nach der ärztlichen Leichenschau vorgenommen werden. Sie umfassten das Waschen, Einkleiden, Frisieren, Rasieren, Einsargen und die Aufbahrung des Verstorbenen sowie die Ausführung von Sarginnenschmuck und die Hilfeleistung bei der Leichenschau. Die Überführung von Leichen war im Straßenverkehr grundsätzlich nur mit Spezialfahrzeugen für Leichentransporte erlaubt. Für Überführungen mit der Eisenbahn, auf dem Luft- und Seeweg galten besondere Festlegungen und sie richteten sich nach der jeweiligen Beförderungsordnung.[72]